# Presidenza di Woodrow Wilson
La presidenza di Woodrow Wilson iniziò il 4 marzo 1913 quando Woodrow Wilson si insediò come presidente degli Stati Uniti e terminò il 4 marzo 1921. 
Wilson, un democratico che in precedenza era stato governatore del New Jersey, divenne il ventottesimo presidente dopo aver vinto le elezioni presidenziali del 1912, ottenendo una larga maggioranza nel collegio elettorale e la maggioranza relativa del 42% nel voto popolare, in un'elezione che vide competere quattro candidati. Wilson fu rieletto nel 1916, sconfiggendo il repubblicano Charles Evans Hughes con un margine abbastanza ristretto. 
Fu il primo sudista ad essere eletto presidente dopo Zachary Taylor nel 1848, e il settimo democratico a vincere le elezioni presidenziali, il secondo democratico a vincerle dopo al guerra di secessione, dopo Grover Cleveland. 
Wilson era una forza trainante nel movimento progressista e durante il suo primo mandato operò per l'approvazione di una legislazione progressista senza precedenti e superata solo dal New Deal negli anni 1930. Entrato in carica un mese dopo la ratifica del XVI emendamento della Costituzione, che consentiva un'imposta federale sul reddito, contribuì ad approvare la legge sulla tassazione del 1913, che reintrodusse un'imposta federale sul reddito per abbassare i dazi doganali. Tra le altre importanti leggi progressiste approvate durante il primo mandato di Wilson vi furono il Federal Reserve Act (che istituì il sistema di banca centrale), la legge che creò la Commissione federale sul commercio nel 1914, la legge Clayton Antitrust e la legge sui prestiti federali per gli agricoltori. Durante l'approvazione della legge Adamson, che imponeva alle ferrovie una giornata lavorativa di 8 ore, scongiurò uno sciopero delle ferrovie e la conseguente crisi economica. Per quanto riguarda le questioni razziali, l'amministrazione Wilson rafforzò le politiche segregazioniste nelle agenzie governative. Allo scoppio della prima guerra mondiale nel 1914, Wilson mantenne una politica di neutralità, mentre perseguì una politica di pressioni morali nella guerra civile messicana.
Il secondo mandato di Wilson fu segnato dall'ingresso degli Stati Uniti nella prima guerra mondiale e dalle sue conseguenze. Nell'aprile 1917, quando la Germania riprese la guerra sottomarina indiscriminata, Wilson chiese al Congresso di dichiarare guerra per rendere "il mondo sicuro per la democrazia". Con la legge Selective Service Act, la leva obbligatoria riuscì a mandare in Francia 10.000 soldati al giorno già nell'estate 1918. Sul fronte interno Wilson aumentò le tasse sul reddito, istituì il War Industries Board, una commissione che gestiva l'industria bellica, promosse la cooperazione sindacale, regolamentò l'agricoltura e la produzione alimentare attraverso la legge Lever e nazionalizzò il sistema ferroviario. Nel suo discorso sullo stato dell'Unione del 1915, Wilson chiese al Congresso quelle che divennero la legge sullo spionaggio del 1917 e la legge sulla sedizione del 1918, per reprimere le proteste contro la leva obbligatoria. La repressione fu in seguito intensificata dal procuratore generale A. Mitchell Palmer, includendo l'espulsione dei contestatori non cittadini statunitensi durante la prima "paura rossa" del 1919-1920. Wilson iniettò moralità nel suo internazionalismo, un'ideologia ora denominata "wilsoniana": una politica estera impegnata che invita la nazione a promuovere la democrazia globale.
All'inizio del 1918 emanò i suoi principi per la pace, i Quattordici punti , e nel 1919, in seguito alla firma di un armistizio con la Germania, si recò a Parigi, concludendo il trattato di Versailles. Wilson intraprese un giro per la nazione con lo scopo di fare campagna a favore del trattato, che comprendeva l'adesione degli Stati Uniti alla Società delle Nazioni, ma fu colpito da un ictus nell'ottobre 1919 che lo lasciò inabile e la ratifica del trattato fu respinta dal Senato. Nonostante i gravi dubbi sulla sua salute e capacità mentale, Wilson rimase in carica per il resto del suo secondo mandato e cercò senza successo la nomina del suo partito per un terzo mandato. 
Nelle elezioni presidenziali del 1920 il repubblicano Warren G. Harding sconfisse il candidato democratico James M. Cox in modo schiacciante, e Harding succedette a Wilson nel marzo 1921. Gli storici e gli scienziati politici classificano Wilson come un presidente sopra la media, e la sua presidenza è stata un importante precursore del moderno liberalismo statunitense. Tuttavia, Wilson è stato anche criticato per le sue opinioni e azioni razziste.

## Elezioni presidenziali del 1912
Wilson divenne un importante contendente per la candidatura a presidente dopo la sua elezione a governatore del New Jersey nel 1910, e i suoi scontri con i capi del Partito Democratico nello Stato del New Jersey gli procurarono una certa fama, anche grazie al nascente movimento progressista. Prima della Convention nazionale democratica del 1912, Wilson fece molti tentativi di ottenere l'appoggio del tre volte candidato democratico alla presidenza William Jennings Bryan, la cui corrente era largamente maggioritaria nel Partito Democratico a partire dalle elezioni presidenziali del 1896. Il presidente della Camera, Champ Clark del Missouri, era visto da molti come il favorito per la nomination, mentre anche il capogruppo dei Democratici alla Camera Oscar Underwood dell'Alabama si profilava come uno sfidante. Clark trovò sostenitori nella corrente di Bryan, mentre Underwood si rivolgeva ai "democratici Bourbon", conservatori, soprattutto nel Sud. Al primo scrutinio della Convention, Clark aveva la maggioranza relativa dei delegati e al decimo scrutinio arrivò anche alla maggioranza assoluta, dopo che l'organizzazione elettorale di New York Tammany Hall iniziò a sostenerlo. Tuttavia, per ottenere la nomina serviva una maggioranza qualificata dei due terzi e le votazioni continuarono. I sostenitori di Wilson riuscirono ad aumentare i voti promettendo la vicepresidenza al governatore Thomas R. Marshall dell'Indiana, e diverse delegazioni del Sud spostarono il loro sostegno da Underwood a Wilson, originario del Sud. Wilson alla fine vinse i due terzi dei voti al 46º scrutinio della convention e Marshall divenne il candidato vicepresidente di Wilson.

Risultati delle elezioni presidenziali del 1912

Wilson aveva due grandi avversari nelle elezioni generali del 1912: il repubblicano, presidente in carica, William Howard Taft, e l'ex presidente repubblicano Theodore Roosevelt, che era uscito dal partito creando un terzo partito, il cosiddetto partito "Bull Moose". Un quarto candidato, Eugene V. Debs del Partito Socialista, era inoltre accreditato di una quota significativa del voto popolare. Roosevelt aveva rotto con il suo ex partito alla Convention nazionale repubblicana del 1912 dopo che Taft era riuscito a farsi ricandidare con una votazione contrastata, e la scissione nel Partito Repubblicano faceva sperare i Democratici di poter vincere la presidenza per la prima volta dalle elezioni del 1892. Roosevelt emerse come il principale sfidante di Wilson, e Wilson e Roosevelt condussero una campagna elettorale per lo più affrontandosi direttamente, nonostante condividessero programmi elettorali altrettanto progressisti che richiedevano un governo centrale forte e interventista. Wilson ottenne 435 dei 531 voti elettorali e il 41,8% del voto popolare, mentre Roosevelt raccolse la maggior parte dei restanti voti elettorali e il 27,4% del voto popolare, con uno dei più importanti risultati di un terzo partito nella storia degli Stati Uniti. Taft ebbe il 23,2% del voto popolare, ma solo 8 voti elettorali, mentre a Debs andò il 6% del voto popolare. Nelle concomitanti elezioni del Congresso, i Democratici mantennero la maggioranza alla Camera e ottennero quella al Senato. Wilson fu il primo candidato del Sud a vincere le elezioni presidenziali dopo la guerra civile.

### Ministri

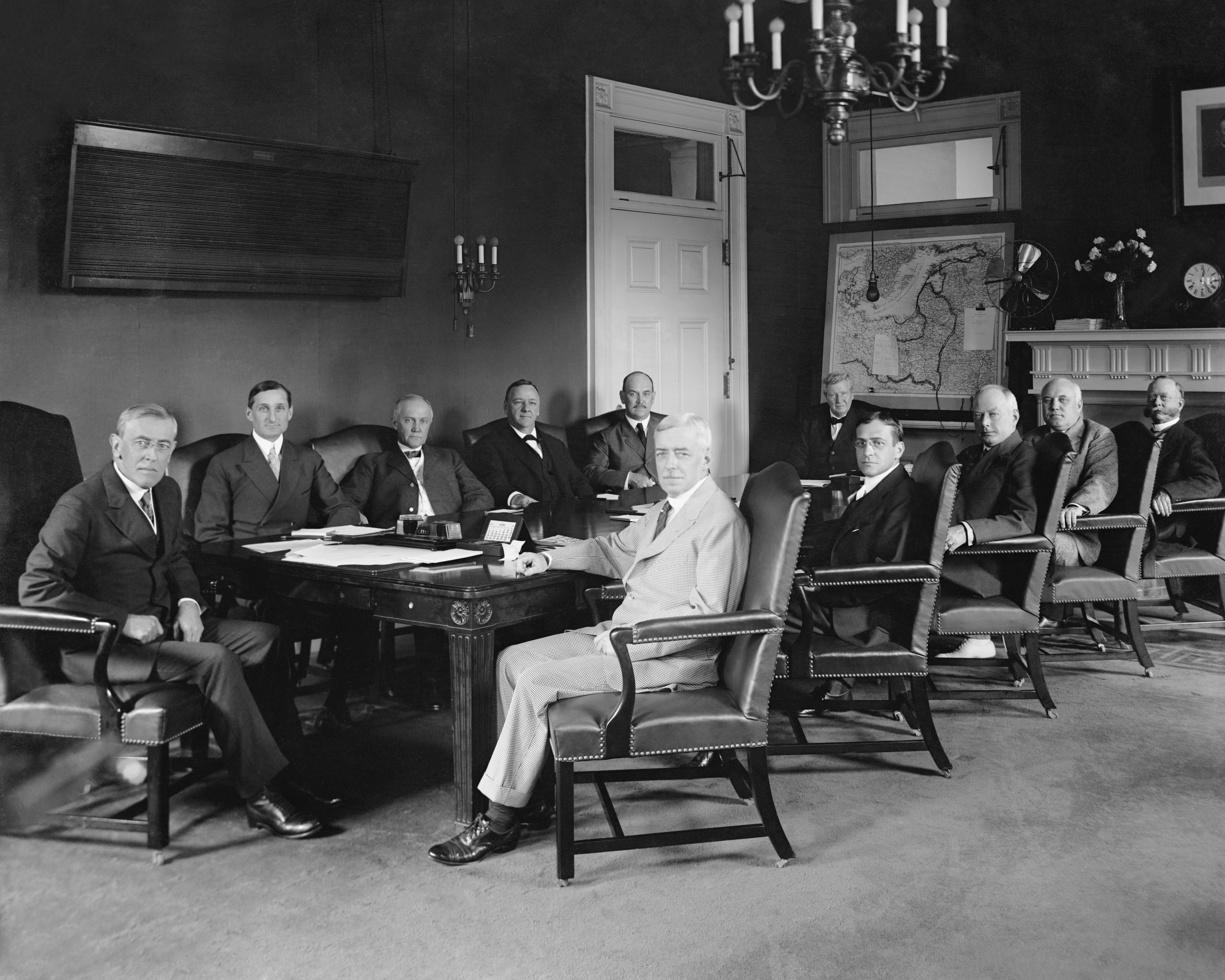
Woodrow Wilson e i suoi ministri (1918)

Dopo l'elezione, Wilson scelse rapidamente William Jennings Bryan come segretario di Stato e Bryan offrì consigli sui restanti componenti del governo di Wilson. William Gibbs McAdoo, un importante sostenitore di Wilson, di cui avrebbe sposato la figlia nel 1914, divenne segretario del Tesoro, mentre James Clark McReynolds, che aveva condotto con successo, come procuratore, importanti cause antitrust, fu scelto come procuratore generale. Su consiglio di Underwood, Wilson nominò il deputato del Texas Albert S. Burleson come direttore generale delle poste. Bryan si dimise nel 1915 a causa della sua opposizione alla linea dura di Wilson nei confronti della Germania all'indomani dell'affondamento dell'RMS Lusitania. Bryan fu sostituito da Robert Lansing e Wilson prese un controllo più diretto della politica estera della sua amministrazione dopo le dimissioni di Bryan. Newton D. Baker, un democratico progressista, divenne segretario alla Guerra nel 1916 e guidò il dipartimento della Guerra durante la prima guerra mondiale. La squadra di Wilson subì un cambiamento dopo la conclusione della prima guerra mondiale, con Carter Glass che sostituì McAdoo come segretario del Tesoro e A. Mitchell Palmer nominato procuratore generale.
Il capo del personale di Wilson (chiamato "segretario") fu Joseph Patrick Tumulty dal 1913 al 1921. La posizione di Tumulty costituì un paraurti politico e un intermediario con la stampa, e il suo spirito molto attivo compensava l'indole spesso austera del presidente. La prima moglie di Wilson, Ellen Axson Wilson, morì il 6 agosto 1914. Wilson sposò Edith Bolling Galt nel 1915, e assunse il pieno controllo dell'agenda di Wilson, diminuendo il potere di Tumulty. Il più importante consigliere e confidente di politica estera fu il "colonnello" Edward M. House fino a quando Wilson non ruppe con lui all'inizio del 1919, per i suoi passi falsi alla conferenza di pace in assenza di Wilson. Il vicepresidente di Wilson, l'ex governatore dell'Indiana Thomas R. Marshall, svolse un ruolo limitato nel governo.

### Rapporti con la stampa
Wilson credeva fermamente che l'opinione pubblica dovesse influenzare la politica nazionale, anche se con poche eccezioni legate alle questioni più delicate in diplomazia, e prestava molta attenzione ai giornali. Il segretario personale Joseph Patrick Tumulty si dimostrò nel complesso efficace, però a un certo punto la seconda moglie di Wilson iniziò a diffidare di lui e ridusse la sua influenza. Wilson iniziò la tradizione delle conferenze stampa bisettimanali alla Casa Bianca. Erano efficaci nella loro modestia, anche se il presidente proibiva che le sue parole fossero citate e spesso faceva dichiarazioni volutamente vaghe. La prima conferenza stampa del genere si tenne il 15 marzo 1913, quando ai giornalisti fu permesso di fargli domande.
Wilson ebbe un rapporto altalenante con la stampa. Le relazioni furono generalmente senza attriti, ma pose fine agli incontri settimanali con i corrispondenti della Casa Bianca dopo l'affondamento della Lusitania nel 1915; inoltre limitò fortemente l'accesso ai giornalisti durante la conferenza di pace del 1919. In entrambi i casi Wilson temeva che un'eccessiva pubblicità avrebbe interferito con la sua diplomazia poco chiassosa. Giornalisti come Walter Lippmann trovarono una soluzione alternativa, scoprendo che il colonnello House era molto loquace e subdolo nel manipolare la stampa per far passare i suoi racconti. Un grosso problema che la presidenza Wilson doveva affrontare era che il 90% dei principali giornali e riviste al di fuori del Sud era tradizionalmente favorevole ai Repubblicani. La presidenza rispose collaborando in segreto con i giornalisti più amichevoli, che ammiravano il ruolo di guida di Wilson nella causa della pace mondiale; i loro giornali stampavano i loro resoconti perché le loro notizie in esclusiva attiravano l'attenzione. La stampa in lingua tedesca era veementemente ostile a Wilson, ma questi se ne servì a suo vantaggio, attaccando gli "americani con un trattino" (come i tedeschi-americani) come parteggianti per un paese straniero.

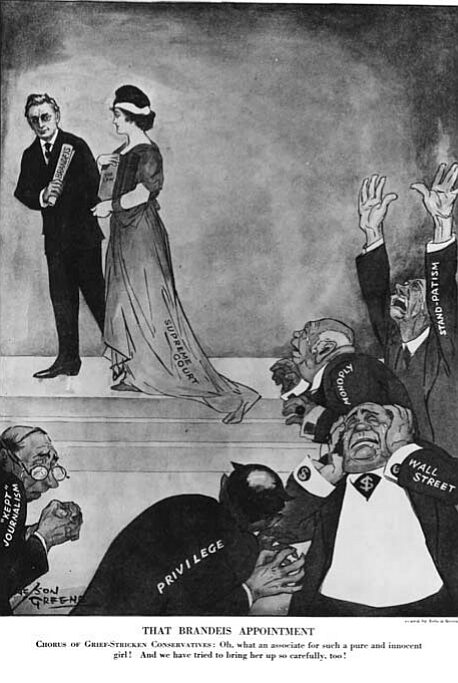
La nomina di Brandeis sgomenta i personaggi di Giornalismo "mantenuto", Privilegio, Wall Street, Monopolio e Immobilismo nella vignetta di Puck del 1916

### Nomine giudiziarie
Wilson nominò tre giudici della Corte suprema degli Stati Uniti. Il primo fu James Clark McReynolds nel 1914; era un conservatore convinto che rimase in carica fino al 1941. Wilson voleva nominare Louis Brandeis come ministro nel 1913, ma suscitava troppe antipatie a quel tempo, ricoprì l'incarico privato di principale consigliere legale di Wilson. Nel 1916 Wilson nominò Brandeis alla Corte suprema, scatenando un grande dibattito sull'ideologia progressista di Brandeis e sulla sua religione: Brandeis fu il primo ebreo nominato alla Corte suprema e l'antisemitismo dilagava nei circoli dell'alta borghesia. Ma Brandeis aveva molti amici che ammiravano il suo acume legale nelle lotte per la causa progressista; essi organizzarono una campagna di opinione nazionale che rese malvisti gli insulti antisemiti nella professione legale. Wilson lavorò duramente e convinse i Democratici del Senato a votare per Brandeis, che rimase in carica, come progressista convinto fino al 1939. Nel 1916 Wilson nominò John Hessin Clarke, un avvocato progressista che si dimise nel 1922 dopo aspre liti con McReynolds.

## Politica interna

### Nuova libertà

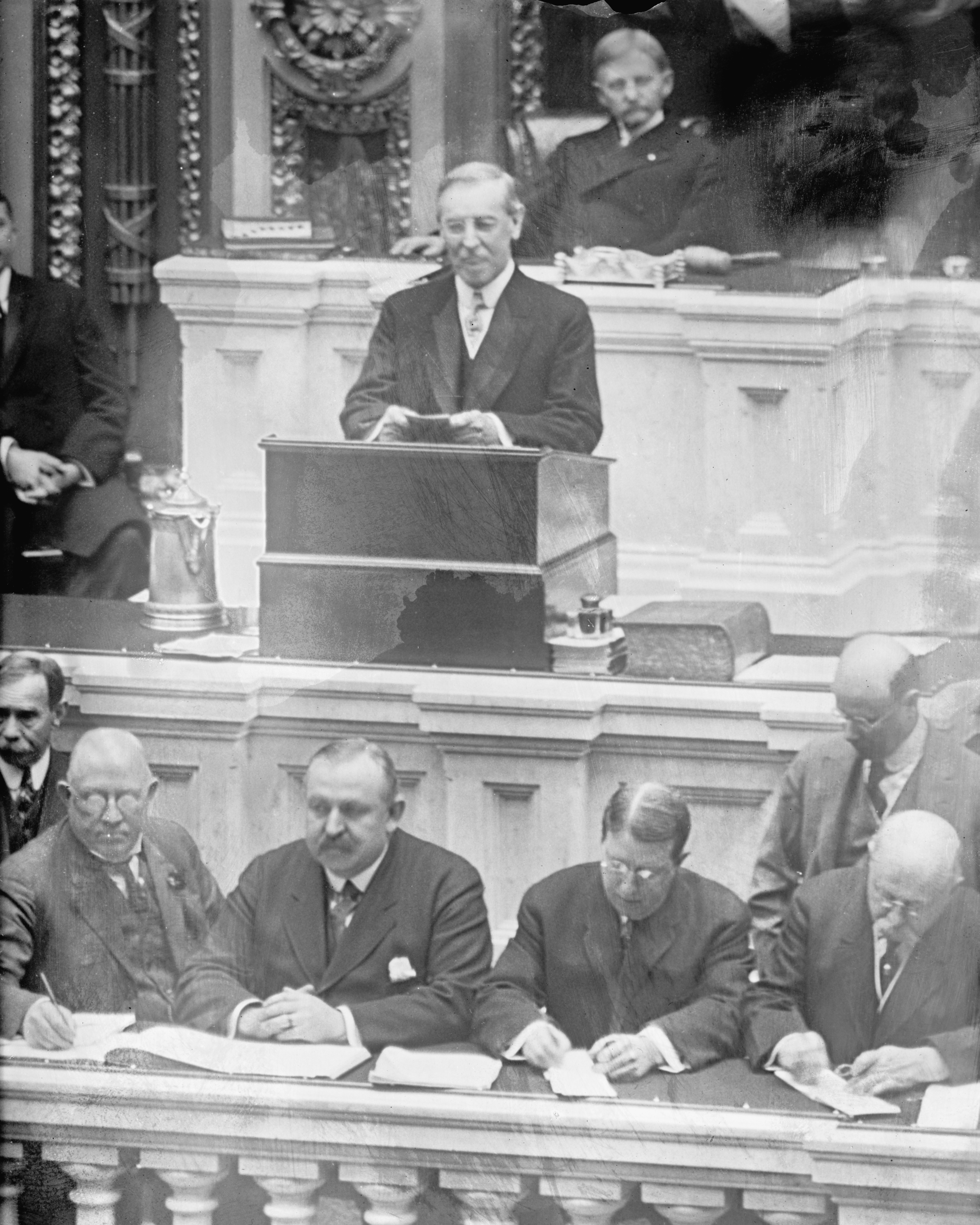
Wilson mentre pronuncia il suo primo discorso sullo stato dell'Unione, la prima volta dal 1800 in cui un presidente lo pronunciava di persona davanti al Congresso.

Avvalendosi della maggioranza democratica al Congresso, Wilson riuscì a far adottare un programma completo di legislazione interna all'inizio della sua presidenza, cosa che nessun presidente aveva mai fatto prima. I Democratici avevano quattro priorità principali: la tutela delle risorse naturali, la riforma bancaria, la riduzione dei dazi doganali e un più equo accesso alle materie prime, da realizzare in parte attraverso la regolamentazione dei cartelli. Gli affari esteri avrebbero dominato sempre più la sua presidenza a partire dal 1915, ma i primi due anni in carica di Wilson si concentrarono in gran parte sulla politica interna e il presidente poté attuare gran parte del suo ambizioso programma detto "Nuova libertà".

#### Dazi più bassi e nuova imposta sul reddito
I Democratici avevano da tempo attaccato i dazi elevati come in sostanza tasse inique che pesavano sui consumatori, per cui la riduzione dei dazi era la prima priorità. Wilson sosteneva che il sistema di dazi elevati "ci tagliano fuori dalla parte che ci spetterebbe nel commercio mondiale, violano i giusti principi della tassazione e rendono il governo uno strumento facile nelle mani di interessi privati". La maggior parte dei Democratici era favorevole alla diminuzione delle aliquote daziarie, mentre la maggior parte dei Repubblicani riteneva che queste fossero utili per proteggere i prodotti locali e i lavoratori delle fabbriche dalla concorrenza straniera. Poco prima che Wilson entrasse in carica, il XVI emendamento, che era stato proposto dai Repubblicani nel 1909 durante un dibattito sulla legge sui dazi, fu ratificato dal numero richiesto di Stati. Di conseguenza, i leader democratici decisero di inserire, nella legge che riduceva i dazi, l'introduzione di un'imposta sul reddito, in parte per compensare le mancate entrate e in parte per spostare l'onere del finanziamento dello Stato verso gli alti redditi, a cui era destinata l'imposta.
Nel maggio 1913 il leader della maggioranza della Camera Oscar Underwood si impegnò per l'approvazione da parte della Camera di un disegno di legge che riduceva l'aliquota daziaria media del 10%. Il disegno di legge di Underwood, che rappresentava il più grande ribasso dalla guerra civile, tagliava specialmente le aliquote per le materie prime, i beni ritenuti "necessari" e i beni che facevano concorrenza a beni prodotti da cartelli, mentre mantenne aliquote elevate per i beni di lusso. Il disegno di legge istituiva anche una tassa sul reddito personale superiore a 4.000 dollari. L'approvazione della proposta di legge al Senato si sarebbe rivelata più difficile che alla Camera, in parte perché alcuni Democratici del Sud e dell'Ovest erano favorevoli al protezionismo dell'industria della lana e di quella dello zucchero, e in parte perché i Democratici avevano una maggioranza più ristretta. Cercando di ottenere il sostegno necessario, il presidente Wilson incontrò a lungo i senatori democratici e fece appello direttamente alla gente attraverso la stampa. Dopo settimane di sedute e di dibattiti, Wilson e il segretario di Stato Bryan riuscirono a coalizzare i Democratici del Senato nel voto a favore del disegno di legge. Il Senato approvò con 44 sì e 37 no, con un solo Democratico che votò contro e un solo Repubblicano a favore. Wilson promulgò la legge sul reddito (Revenue Act), anche chiamato legge Underwood sui dazi, il 3 ottobre 1913.
La legge sul reddito del 1913 ridusse le aliquote daziarie medie dal 40% al 26%, e reintrodusse un'imposta federale sul reddito, abolita nel 1872. Il Congresso aveva votato per un'imposta sul reddito nel 1890, ma la disposizione di legge fu abrogata dalla Corte suprema prima di entrare in vigore. La legge del 1913 imponeva una tassa dell'1% sui redditi superiori a 3.000 dollari, e un'aliquota massima del 6% su coloro che guadagnavano più di 500.000 dollari all'anno; nel complesso, era interessato circa il 3% della popolazione. Introduceva inoltre un'imposta dell'1% sugli utili di tutte le società, in sostituzione di una precedente imposta federale che era applicata solo agli utili aziendali superiori a 5.000 dollari. La Corte suprema confermò la costituzionalità dell'imposta sul reddito nei casi Brushaber contro Union Pacific Railroad Co. e Stanton contro Baltic Mining Co.
Di fronte alla necessità di ulteriori entrate a causa del riarmamento, nel 1916 la presidenza Wilson chiese l'approvazione di un'altra importante legge sulle entrate. Il presidente Wilson e gli alleati del Congresso, come il deputato Claude Kitchin rigettarono l'idea di aumentare i dazi, preferendo invece un aumento delle tasse sui redditi più alti. In collaborazione con i Repubblicani progressisti, i Democratici del Congresso ottennero l'approvazione della legge sul reddito del 1916, che ripristinò l'imposta federale sulla proprietà immobiliare, istituì una tassa sulla produzione di munizioni, elevò l'aliquota massima dell'imposta sul reddito al 15% e aumentò l'imposta sugli utili delle società, portandola dall'1% al 2%. Nello stesso anno, il presidente promulgò una legge che istituiva la Commissione sul commercio estero, incaricata di fornire consulenze specialistiche sui dazi. Negli anni 1920 i Repubblicani aumentarono i dazi e abbassarono l'imposta sul reddito. Tuttavia, i provvedimenti della presidenza Wilson ebbero un impatto duraturo sulla composizione delle entrate del governo, che dopo gli anni 1920 sarebbero derivate principalmente dalle imposte anziché dai dazi.

#### Sistema della Federal Reserve

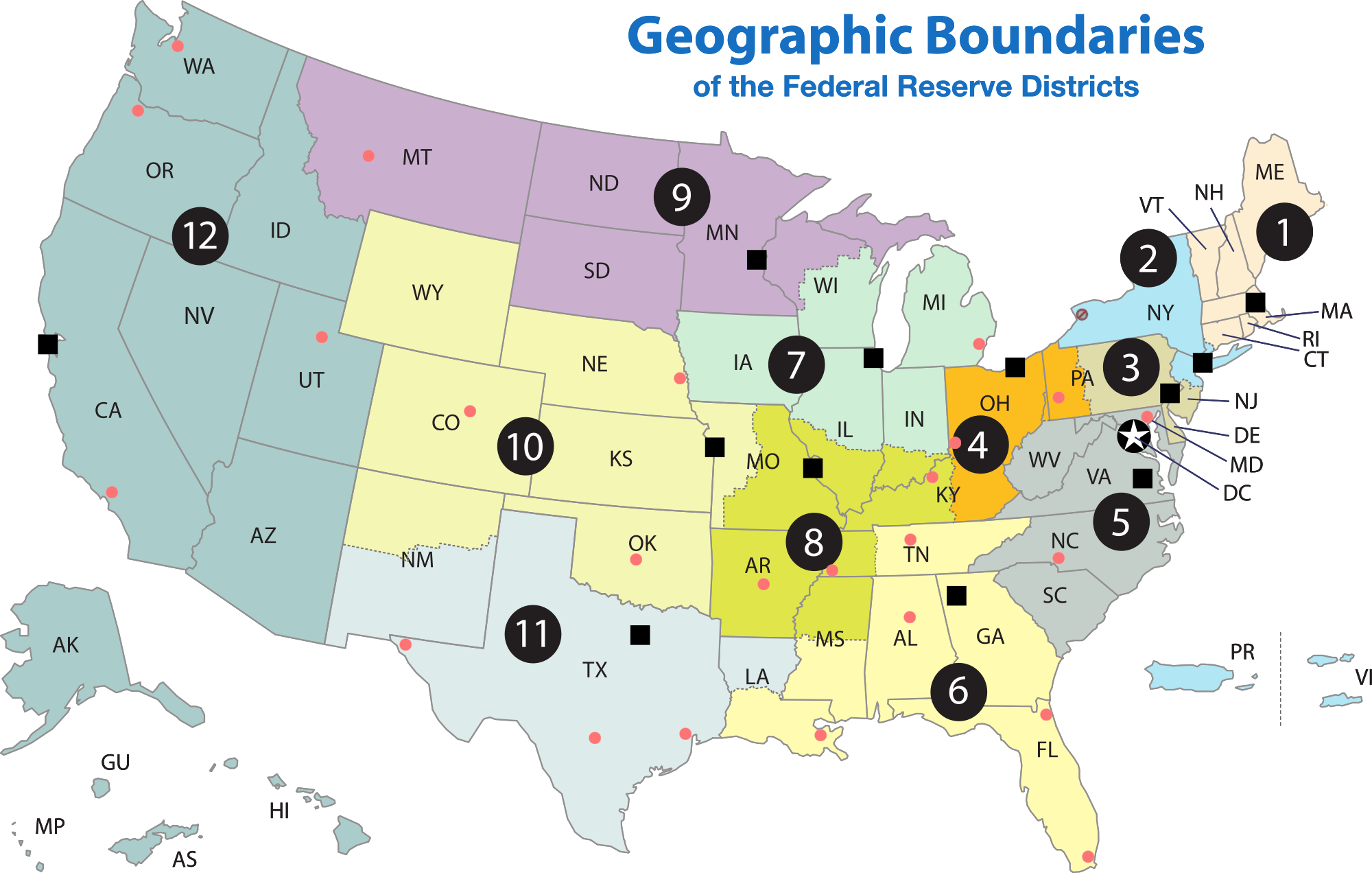
Nella mappa, i cerchi neri sono i distretti della Federal Reserve, i quadrati neri le banche della Federal Reserve, i cerchi rossi le filiali distrettuali e la stella bianca in cerchio nero è la sede centrale di Washington

Il presidente Wilson non aspettò la promulgazione della legge sul reddito del 1913 prima di passare al punto successivo della sua agenda: le banche. In Gran Bretagna e in Germania esistevano banche centrali gestite dal governo che controllavano i mercati finanziari, mentre gli Stati Uniti non avevano una banca centrale dalla cosiddetta "guerra delle banche" del 1830. All'indomani del panico del 1907, vi fu un accordo generale tra banchieri ed esponenti di entrambi i partiti sulla necessità di creare una sorta di sistema bancario centrale che fornisse il coordinamento durante le emergenze finanziarie. La maggior parte dei leader voleva anche una riforma della valuta, poiché riteneva che i circa 3,8 miliardi di dollari in monete e banconote non costituissero un'adeguata offerta di denaro durante gli episodi di panico finanziario. Sotto la guida del senatore repubblicano conservatore Nelson Aldrich, la Commissione monetaria aveva presentato un piano per istituire un sistema bancario centrale che emettesse valuta, vigilasse sulle banche della nazione, erogando anche credito se necessario. Tuttavia, molti progressisti guidati da Bryan diffidavano del piano a causa del grado di influenza che i banchieri privati avrebbero avuto sul sistema bancario centrale. Basandosi molto sui consigli di Louis Brandeis, Wilson cercò una via di mezzo tra progressisti come Bryan e Repubblicani conservatori come Aldrich. Dichiarò che il sistema bancario dovesse essere "pubblico, non privato, [e] deve essere affidato al governo stesso in modo che le banche debbano essere gli strumenti, non i padroni, dell'economia".
I deputati democratici Carter Glass e Robert L. Owen elaborarono un piano di compromesso in cui le banche private avrebbero controllato dodici banche regionali della Federal Reserve, ma il controllo finale del sistema era compito di un consiglio di amministrazione di nomina presidenziale. Il sistema di dodici banche regionali fu pensato con l'obiettivo di diminuire l'influenza di Wall Street. Wilson convinse i sostenitori di Bryan che il piano soddisfaceva le loro richieste di più flessibilità nell'emissione di valuta poiché le banconote della Federal Reserve sarebbero state degli obblighi del governo. Il disegno di legge fu approvato dalla Camera nel settembre 1913, ma incontrò una forte opposizione al Senato. Wilson convinse abbastanza Democratici a respingere un emendamento sostenuto dal banchiere Frank A. Vanderlip che avrebbe dato alle banche private un maggiore controllo sul sistema bancario centrale. Il Senato infine approvò per 54 a 34 la legge sulla Federal Reserve. Wilson promulgò il testo nel dicembre 1913. Il presidente nominò Paul Warburg e altri importanti banchieri per dirigere il nuovo sistema. In teoria il potere doveva essere decentralizzato, ma in pratica la sede di New York predominava nella Federal Reserve come "primo tra pari". Il nuovo sistema iniziò ad operare nel 1915 e svolse un ruolo importante nel finanziamento degli sforzi bellici degli Alleati e degli Stati Uniti nella prima guerra mondiale.

#### Legislazione antitrust

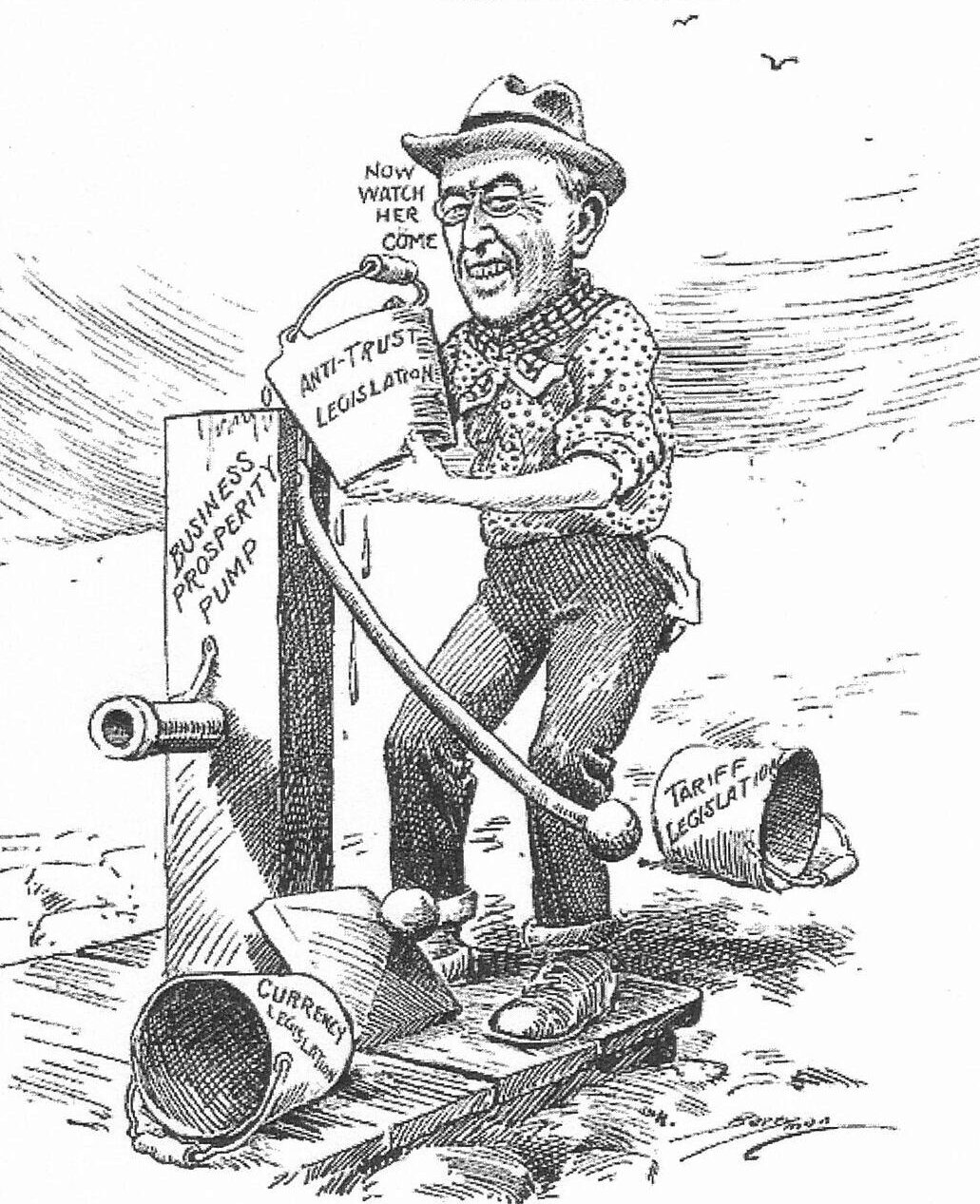
In una vignetta del 1913, Wilson alimente la pompa dell'economia con leggi sui dazi, sulla moneta e antitrust

Al punto successivo dell'agenda c'era una legge antitrust che sostituisse la legge Sherman Antitrust del 1890, che aveva vietato qualsiasi "contratto, associazione... o collusione, per limitare il mercato", ma che si era dimostrata inefficace nel prevenire l'aumento di grandi conglomerati aziendali noti come "trust". Roosevelt e Taft avevano entrambi intensificato l'attività processuale antitrust da parte del dipartimento di Giustizia, ma molti progressisti desideravano una legislazione che facesse di più per impedire ai trust di dominare l'economia. Mentre Roosevelt credeva che i trust potessero essere separati in "buoni trust" e "cattivi trust" in base ai loro effetti sull'economia in generale, Wilson aveva sostenuto la disgregazione di tutti i trust durante la sua campagna presidenziale del 1912. Nel dicembre 1913, Wilson chiese al Congresso di approvare una legge antitrust che vietasse molte pratiche anticoncorrenziali. Un mese dopo, nel gennaio 1914, chiese anche la creazione di una commissione per il commercio interstatale, nota infine come Federal Trade Commission (FTC), che avrebbe presieduto allo scioglimento dei trust ma non avrebbe svolto alcun ruolo nel procedimento antitrust stesso.
Con il sostegno di Wilson, il deputato Henry Clayton, Jr. presentò un disegno di legge che vietava diverse pratiche anticoncorrenziali come la discriminazione di prezzo, gli acquisti obbligati di prodotti aggiuntivi, i contratti di esclusività e la presenza di stesse persone nei consigli di amministrazione di molte società. Il disegno di legge consentiva anche ai semplici cittadini di avviare azioni legali antitrust e limitava l'applicabilità delle leggi antitrust sui sindacati. Quando apparve chiaro che era difficile vietare tutte le pratiche anticoncorrenziali tramite leggi, il presidente Wilson si convinse a preferire una legge che concedesse alla FTC una maggiore discrezionalità nelle indagini sulle violazioni e nel comminare sanzioni, indipendentemente dal dipartimento di Giustizia. La legge sulla Federal Trade Commission del 1914, che incorporava tali idee di Wilson, fu approvata dal Congresso con un voto bipartitico, e Wilson promulgò la legge nel settembre 1914. Un mese dopo fu il turno della legge Clayton Antitrust, che si basava sulla legge Sherman definendo e vietando diverse pratiche anticoncorrenziali.

#### Questioni del lavoro
Il presidente Taft aveva istituito la Commissione per le relazioni industriali per studiare le questioni del lavoro, ma il Senato aveva respinto tutti i suoi candidati alla commissione. Al momento dell'insediamento, Wilson nominò sia conservatori sia riformatori progressisti, e il presidente designato Frank P. Walsh rientrava in quest'ultimo gruppo. La commissione contribuì a portare alla luce numerosi abusi sul lavoro in tutta la nazione e Walsh propose riforme pensate per rafforzare i sindacati. Prima di diventare presidente, Wilson aveva avuto un rapporto difficile con capi sindacali come Samuel Gompers dell'American Federation of Labor, e generalmente credeva che i lavoratori fossero meglio protetti dalle leggi piuttosto che dai sindacati. Wilson e il segretario del Lavoro William Bauchop Wilson rifiutarono le riforme proposte da Walsh e si concentrarono invece sull'azione del dipartimento del Lavoro per mediare i conflitti tra lavoratori e imprenditori. Le politiche del lavoro dell'amministrazione Wilson furono messe alla prova da uno sciopero contro la Colorado Fuel and Iron alla fine del 1913 e all'inizio del 1914. La società rigettò i tentativi di mediazione del dipartimento del Lavoro e una milizia controllata dalla società attaccò un campo di minatori in quello che divenne noto come il massacro di Ludlow. Su richiesta del governatore del Colorado, la presidenza Wilson inviò truppe per porre fine agli scontri, ma i tentativi di mediazione fallirono dopo che il sindacato pose fine allo sciopero a causa della mancanza di fondi.
A metà del 1916 un grande sciopero ferroviario mise in crisi l'economia della nazione. Il presidente convocò le parti a un vertice alla Casa Bianca ad agosto: dopo due giorni e senza risultati, Wilson procedette a risolvere la questione, usando come base l'introduzione della giornata lavorativa di otto ore al massimo. Il Congresso approvò la legge Adamson, che prevedeva la giornata lavorativa di otto ore proposta dal presidente per le ferrovie. Come conseguenza lo sciopero finì. Durante la campagna elettorale dell'autunno, si diede a Wilson il merito per aver evitato un disastro economico a livello nazionale. I conservatori favorevoli al mondo degli affari lo attaccarono come una svendita ai sindacati e i Repubblicani ne fecero un importante tema della campagna elettorale. La legge Adamson fu la prima legge federale che regolava l'orario di lavoro dei dipendenti privati, e fu in seguito convalidata dalla Corte suprema.
Wilson pensava che una legge sul lavoro minorile sarebbe stata probabilmente incostituzionale, ma cambiò idea nel 1916 all'avvicinarsi delle elezioni. Dopo intense campagne da parte di comitati civici e organizzazioni di consumatori, il Congresso approvò a larga maggioranza la legge Keating-Owen, che rendeva illegale vendere merci fuori da un singolo Stato se prodotte in fabbriche che impiegavano bambini di età inferiore a certe soglie. I Democratici del Sud si opposero ma non fecero ostruzionismo. Wilson approvò il disegno di legge all'ultimo minuto sotto la pressione dei leader del partito che sottolineavano quanto fosse popolare l'idea, specialmente tra la nuova categoria di donne elettrici. Disse ai deputati democratici che dovevano approvare sia questa legge sia una sulla retribuzione dei lavoratori salariati per soddisfare il movimento progressista nazionale e vincere le elezioni del 1916 contro un Partito Repubblicano riunificato. Fu la prima legge federale sul lavoro minorile. Tuttavia la Corte suprema annullò la legge nel caso Hammer contro Dagenhart nel 1918. Il Congresso approvò poi una legge che tassava le imprese che utilizzavano il lavoro minorile, ma anche questa fu bocciata dalla Corte suprema nel 1923. Il lavoro minorile fu progressivamente eliminato negli anni 1930. Wilson approvava l'obiettivo di migliorare le dure condizioni di lavoro per i marinai mercantili e promulgò la legge al riguardo, presentata da LaFollette nel 1915.

#### Questioni sull'agricoltura
Le politiche agricole del presidente Wilson furono molto influenzate da Walter Hines Page, che era favorevole a una riorganizzazione del dipartimento dell'Agricoltura degli Stati Uniti, ponendo meno attenzione alla ricerca scientifica e di più all'azione del dipartimento per fornire istruzione e altri servizi direttamente agli agricoltori. Il segretario all'Agricoltura David F. Houston si occupò dell'attuazione di molte delle riforme proposte da Page e collaborò con il deputato Asbury Francis Lever per proporre il disegno di legge che divenne la legge Smith-Lever nel 1914; essa introduceva sussidi governativi per un programma agricolo sperimentale che consentiva agli agricoltori di applicare, volontariamente, alcune tecniche agricole suggerite da esperti di agricoltura. I sostenitori della legge Smith-Lever vinsero le obiezioni di molti conservatori aggiungendo disposizioni per rafforzare il controllo locale del programma. Le scuole agrarie locali vigilarono sugli agenti di innovazione agricola e a questi agenti fu consentito operare solo dietro l'approvazione delle istituzioni della contea. Nel 1924 tre quarti delle contee orientate all'agricoltura negli Stati Uniti presero parte al programma di innovazione dell'agricoltura. In un periodo in cui il modello T della Ford faceva furore, la richiesta di strade migliori era continua. Una legge del 1916 previde sussidi federali per la costruzione di strade in ogni Stato.
Nel 1916 fu approvata una legge che istituì dodici banche regionali autorizzate a fornire prestiti a basso interesse agli agricoltori; a Wilson non piacque molto l'eccessivo coinvolgimento del governo previsto da questa legge, tuttavia aveva bisogno del voto delle campagne per poter sperare in una rielezione nel 1916, quindi la promulgò.

#### Filippine e Porto Rico
Wilson condivideva la linea politica tradizionale dei Democratici ostile al possesso di colonie ed operò per una graduale autonomia e infine l'indipendenza per le Filippine, che erano state acquisite dalla Spagna con la guerra ispano-americana. Wilson aumentò l'autogoverno sulle isole concedendo ai filippini un maggiore controllo sul parlamento locale. La Camera degli Stati Uniti approvò un provvedimento per garantire alle Filippine la piena indipendenza, ma i Repubblicani bloccarono il provvedimento al Senato. La legge Jones del 1916 impegnò invece gli Stati Uniti all'indipendenza delle Filippine; questa avvenne nel 1946. La legge Jones-Shafroth dell'anno successivo modificò lo status di Porto Rico, anch'esso acquisito dalla Spagna nel 1898. La legge, che sostituì la legge Foraker, istituì il Senato di Porto Rico, stese una carta dei diritti e autorizzò l'elezione di un delegato residente (precedentemente nominato dal presidente) per un mandato di quattro anni. La legge concesse inoltre la cittadinanza statunitense ai portoricani e esentò le obbligazioni portoricane dalle tasse federali, statali e locali.

#### Politiche sull'immigrazione
L'immigrazione era una questione aspramente dibattuta prima della guerra mondiale, ma il presidente Wilson prestava poca attenzione alla questione, nonostante i suoi nonni fossero degli immigrati essi stessi. Nel 1913 la California promulgò la legge sulla proprietà terriera per gli stranieri che proibiva ai giapponesi non cittadini statunitensi di possedere qualsiasi terreno nello stato. Il governo giapponese protestò con forza e Wilson mandò Bryan in California per mediare. Bryan non fu in grado di convincere la California ad allentare le restrizioni e Wilson accettò la legge, anche se violava un trattato del 1911 con il Giappone. La legge generò risentimento in Giappone, proseguito per tutti gli anni 1920 e 1930.
Quando gli Stati Uniti entrarono in guerra, molti irlandesi-americani e tedeschi-americani erano divisi: i primi non volevano essere alleati della Gran Bretagna e i secondi combattere contro la Germania. A Wilson ripugnavano queste fazioni di "americani con il trattino" (Hyphenated American) perché credeva che avessero più a cuore l'Irlanda e la Germania che i bisogni e i valori degli Stati Uniti. Molti reagirono votando contro i Democratici nel 1918 e 1920.
La migrazione dall'Europa terminò nel 1914, quando le nazioni europee chiusero i loro confini durante la prima guerra mondiale. Da progressista, Wilson era convinto che gli immigrati dall'Europa meridionale e orientale, sebbene poveri e analfabeti, potessero assimilarsi in una classe media bianca omogenea, e si oppose alle politiche restrittive sull'immigrazione che molti esponenti di entrambi i partiti sostenevano. Wilson pose il veto sulla legge sull'immigrazione del 1917, ma il Congresso annullò il veto grazie a una maggioranza di due terzi. L'obiettivo della legge era ridurre l'immigrazione europea non qualificata imponendo prove di alfabetizzazione. Fu la prima legge statunitense a limitare l'immigrazione dall'Europa e prefigurò le leggi sull'immigrazione più restrittive degli anni 1920.

### Fronte interno durante la prima guerra mondiale

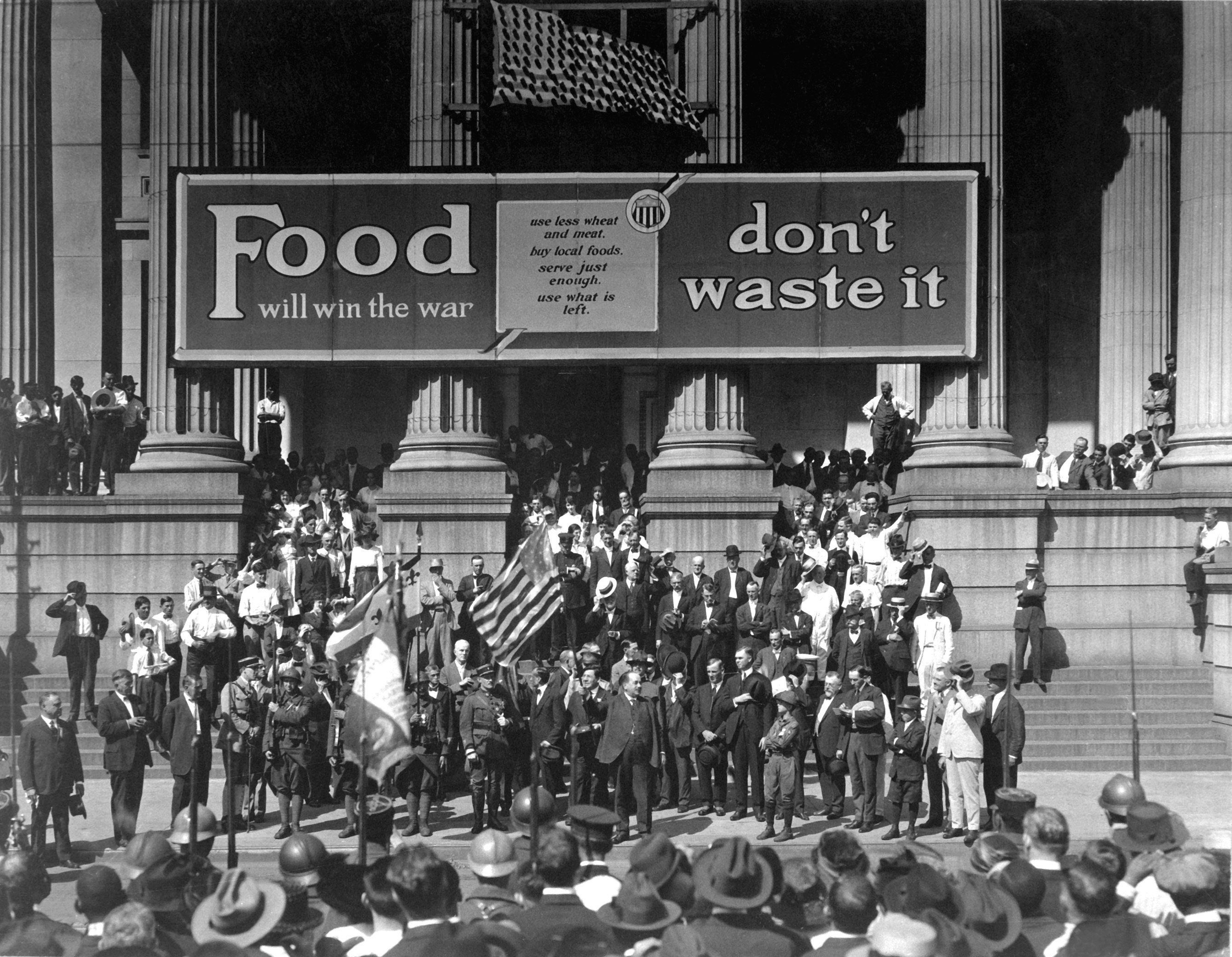
Presentazione del "Prestito della libertà" davanti al municipio di New Orleans. Sul municipio uno striscione con la scritta "Il cibo vincerà la guerra, non sprecatelo".

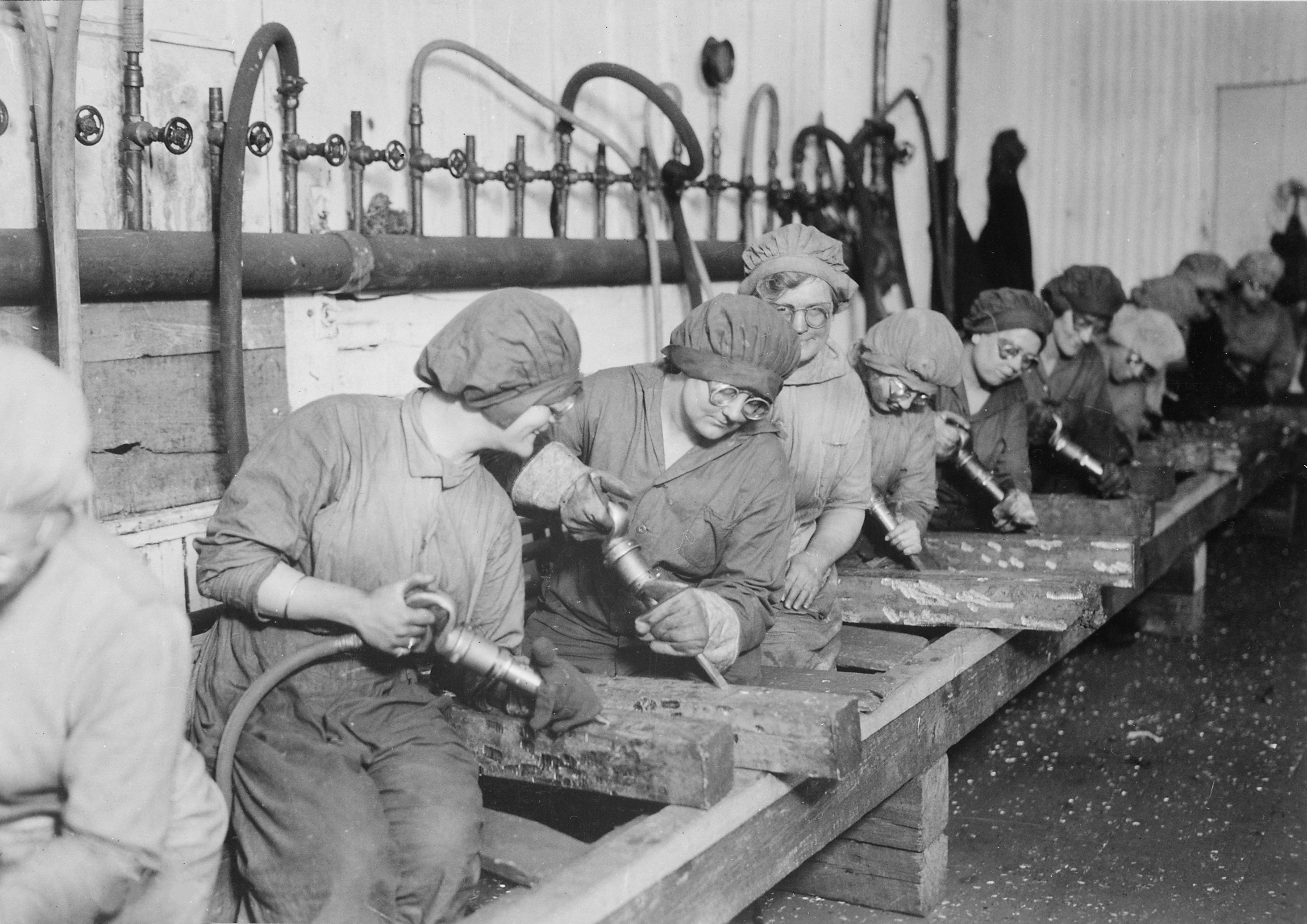
Lavoratrici nei laboratori di artiglieria, Pennsylvania, 1918

Con l'ingresso degli Stati Uniti nella prima guerra mondiale nell'aprile 1917, Wilson divenne presidente in tempo di guerra. Il War Industries Board, guidato da Bernard Baruch, fu istituito per coordinare gli acquisti di materiale bellico degli Stati Uniti. Il futuro presidente Herbert Hoover era a capo dell'agenzia che si occupava delle derrate alimentari; l'agenzia per il carburante presieduta da Henry Garfield introdusse l'ora legale e razionò le forniture di carburante; William McAdoo era responsabile delle emissioni di obbligazioni di guerra; Vance McCormick era a capo del War Trade Board. Questi uomini, noti collettivamente come "gabinetto di guerra", si riunivano settimanalmente con Wilson alla Casa Bianca. Poiché era molto concentrato sulla politica estera durante la prima guerra mondiale, Wilson delegò molto sul fronte interno ai suoi subordinati.
La grande maggioranza dei sindacati, tra cui l'AFL e le confederazioni ferroviarie, sostenne lo sforzo bellico e fu ricompensata con aumenti salariali e con un dialogo diretto con Wilson. I sindacati videro un'enorme crescita degli iscritti e dei salari durante la guerra e gli scioperi erano rari. Wilson istituì il National War Labor Board (NWLB) per mediare le controversie di lavoro in tempo di guerra, ma si mise in moto lentamente e il Dipartimento del lavoro effettuava la mediazione nella maggior parte delle controversie. Le politiche del lavoro di Wilson insistevano sulla mediazione e sull'accordo di tutte le parti. Quando la Smith & Wesson rifiutò di accettare una sentenza del NWLB, il dipartimento della Guerra prese il controllo della società di armamenti e costrinse i dipendenti a tornare al lavoro.

#### Finanziare la guerra
Furono necessarie grandi quantità di denaro per la guerra: comprare cibo e munizioni, pagare i soldati, fare credito di 7 miliardi di dollari agli alleati. Il costo della guerra in spese militari fu di 28 miliardi di dollari del tempo; aggiungendo le spese non militari si arriva a un totale di 33 miliardi di dollari, escludendo comunque le pensioni e i sostegni ai veterani. Per confronto, il PIL statunitense del 1917 e 1918 sommati fu di 124 miliardi di dollari del tempo.
Gli Stati Uniti riuscirono a raccogliere finanziamenti in misura di gran lunga maggiore di qualsiasi altro paese durante la guerra. In tutto incamerarono 38 miliardi di dollari, il 36% dalle tasse e il 64% dalle obbligazioni. Cinque campagne "Prestito per la libertà" (Liberty Loan) indussero i cittadini a sottoscrivere più di 20 miliardi di dollari in buoni di risparmio. Ciò significò una riduzione forte della spesa immediata in beni civili, che veniva spostata nel futuro, alla scadenza delle obbligazioni. Furono aumentate le tasse, in particolare sulle imposte sul reddito per i ricchi e sui profitti delle imprese, così come sui beni di lusso, sul tabacco e sugli alcolici. Il nuovo sistema della Federal Reserve aumentò l'offerta di moneta e i prezzi raddoppiarono. Le persone a reddito fisso subirono un forte calo del potere d'acquisto. Il governo si assicurò che gli agricoltori e gli operai nelle fabbriche di armi avessero redditi più elevati, un forte incentivo a passare dal settore civile a quello delle munizioni. Il finanziamento della guerra fu un successo. Le generazioni successive di contribuenti ripagarono circa la metà del costo economico della guerra, e le persone dell'epoca l'altra metà.
I prestiti statunitensi stabilizzarono le economie degli alleati e rafforzarono la loro capacità di combattere e di produrre armi, aiutando di riflesso lo sforzo bellico degli Stati Uniti. Alla fine della guerra, per la prima volta nella loro storia, gli Stati Uniti erano diventati una nazione creditrice. Tuttavia, i prestiti causarono problemi diplomatici senza fine quando Washington negli anni 1920 chiese (e non ottenne) il rimborso completo. Nel 1932 il 90% fu abbuonato a causa della grande depressione; in seguito la questione fu sostanzialmente dimenticata e i prestiti furono finalmente rimborsati nel 1951.
Nel mezzo della guerra, il bilancio federale salì da 1 miliardo di dollari nell'anno fiscale 1916 a 19 miliardi nell'anno fiscale 1919. La legge sul reddito in tempo di guerra del 1917 aumentò l'aliquota fiscale massima al 67%, estese notevolmente il numero di cittadini soggetti all'imposta sul reddito (furono circa 5,5 milioni i contribuenti dell'imposta sul reddito nel 1920) e stabilì un'imposta sui profitti straordinari delle società. La legge sul reddito del 1918 elevò l'aliquota fiscale massima al 77% e aumentò ulteriormente altre tasse.

#### Propaganda
Wilson istituì il primo moderno ufficio di propaganda, il Committee on Public Information (CPI), guidato da George Creel. Creel decise di comunicare ripetutamente a ciascun cittadino degli Stati Uniti informazioni patriottiche su come ognuno poteva contribuire allo sforzo bellico. Istituì reparti nella sua nuova agenzia per produrre e distribuire innumerevoli copie di manifesti, opuscoli, comunicati stampa, pubblicità su riviste, film, campagne scolastiche e discorsi dei Four-minute man, che erano migliaia di oratori volontari per fare appelli patriottici durante i quattro minuti di pausa necessari per cambiare le bobine nei cinema. Il CPI collaborò anche con le Poste per censurare la contropropaganda sediziosa. I volontari del CPI parlavano anche nelle chiese, logge massoniche, organizzazioni di fraternità, sindacati e persino campi di disboscamento. Creel si vantò che in 18 mesi i suoi 75.000 volontari fecero oltre 7,5 milioni di discorsi di quattro minuti, con oltre 300 milioni di ascoltatori, in una nazione di 103 milioni di persone.

#### Slealtà
Per contrastare la slealtà allo sforzo bellico in patria, Wilson fece approvare dal Congresso la legge sullo spionaggio del 1917 e quella sulla sedizione del 1918 per reprimere le dichiarazioni anti-britanniche, filo-tedesche o contro la guerra. Da una parte Wilson fu benevolente con i socialisti che sostenevano la guerra, dall'altra chiedeva che fossero arrestati e espulsi dal paese gli ostili alla guerra nati all'estero. Dopo il conflitto, molti immigrati da poco tempo, stranieri residenti senza cittadinanza statunitense, che si erano opposti alla partecipazione degli Stati Uniti alla guerra, furono espulsi verso la Russia o altre nazioni grazie ai poteri concessi dalla legge sull'immigrazione del 1918. La presidenza Wilson faceva molto affidamento sulle forze di polizia statali e locali, nonché sulle organizzazioni di volontariato locali, per far rispettare le leggi in tempo di guerra. Anarchici, membri dell'Industrial Workers of the World e altre organizzazioni contrarie alla guerra che tentavano di sabotare lo sforzo bellico furono presi di mira dal dipartimento di Giustizia; molti dei loro capi furono arrestati per incitamento alla violenza, spionaggio o sedizione. Eugene Debs, il candidato presidente socialista del 1912, fu condannato per aver incoraggiato i giovani a sottrarsi alla leva. In risposta alle preoccupazioni per le libertà civili, nel 1917 fu fondata l'American Civil Liberties Union (ACLU), un'organizzazione privata dedita alla difesa della libertà di parola.
Alle elezioni di medio termine del 1918, Wilson chiese che gli elettori votassero per i candidati democratici in segno di approvazione della sua presidenza. Tuttavia i Repubblicani conquistarono il voto dei tedeschi americani ed ebbero la maggioranza al Congresso. Wilson rifiutò di collaborare o scendere a compromessi con i nuovi capigruppo di Camera e Senato; il senatore Henry Cabot Lodge divenne il suo antagonista.

### Proibizionismo
Il proibizionismo prese slancio in modo inarrestabile durante la guerra, ma Wilson e la sua presidenza ebbero solo un ruolo minore nella sua trasformazione in legge. Una coalizione tra movimento per la temperanza, odio per tutto ciò che è tedesco (ivi compresi birra e osterie) e attivismo da parte di religiosi e donne portò alla ratifica di un emendamento per ottenere il proibizionismo negli Stati Uniti. L'emendamento costituzionale fu approvato da entrambe le Camere nel dicembre 1917 con i necessari due terzi dei voti. Al 16 gennaio 1919, il diciottesimo emendamento era stato ratificato dai 36 Stati, su 48, di cui aveva bisogno. Il 28 ottobre 1919 il Congresso approvò una legge, il Volstead Act, che applicava il diciottesimo emendamento. Wilson riteneva che il proibizionismo fosse impraticabile, ma il suo veto sulla legge Volstead fu annullato dal Congresso. Il divieto iniziò il 16 gennaio 1920; la fabbricazione, l'importazione, la vendita e il trasporto di alcolici erano vietati, salvo casi specifici (come il vino utilizzato per scopi religiosi).

### Suffragio femminile
Fino al 1911, Wilson era in privato contrario al suffragio femminile perché sentiva che alle donne mancava l'esperienza pubblica necessaria per farne delle buone elettrici. Guardando il comportamento reale delle elettrici negli Stati dell'Ovest, cambiò idea e giunse alla conclusione che potevano davvero essere buone elettrici. Si espresse pubblicamente sulla questione solo ribadendo la posizione del Partito Democratico secondo cui il suffragio era una questione dei singoli Stati, avendo in mente la forte opposizione dei bianchi del Sud ai diritti di voto dei neri.
La vittoria del suffragio femminile nel referendum nello Stato di New York nel 1915, insieme al ruolo sempre più importante che le donne assunsero nello sforzo bellico, nelle fabbriche e in casa, convinsero Wilson e molti altri a sostenere pienamente il suffragio femminile a livello nazionale. In un discorso del gennaio 1918 davanti al Congresso, Wilson per la prima volta parlò a favore di un diritto di voto nazionale: "Abbiamo coinvolto le donne in questa guerra (...) Le facciamo solo condividere la sofferenza, il sacrificio e la fatica e non anche i privilegi e i diritti?" Più tardi, a gennaio, la Camera approvò rapidamente un emendamento costituzionale che prevedeva il suffragio femminile con 274 voti a favore e 136 contrari, ma il provvedimento si bloccò al Senato. Mentre la stragrande maggioranza dei Repubblicani sosteneva l'emendamento, i Democratici del Sud erano contrari. Wilson fece continuamente pressioni sui senatori affinché votassero a favore e nel giugno 1919 il Senato approvò l'emendamento. Il numero necessario di Stati ratificò il diciannovesimo emendamento nell'agosto 1920. Nello stesso anno, Wilson nominò Helen H. Gardener a un seggio nella Commissione per la funzione pubblica degli Stati Uniti, la posizione più alta che una donna avesse mai ricoperto in un'istituzione federale.

### Smobilitazione e prima "paura rossa"
La gestione di Wilson della politica interna all'indomani della guerra fu complicata dalla sua attenzione al trattato di Versailles, dal Congresso a maggioranza repubblicana e, a partire dalla fine del 1919, dall'inabilità di Wilson. Un piano per formare una commissione sulla smobilitazione dallo sforzo bellico fu abbandonato perché, avendo i Repubblicani la maggioranza al Senato, ne avrebbero nominato i membri. Invece, Wilson preferì il rapido smantellamento dei consigli di amministrazione di guerra e delle agenzie di sorveglianza. McAdoo e altri erano favorevoli a prolungare il controllo governativo delle ferrovie tramite la United States Railroad Administration, ma il Congresso approvò la legge Esch-Cummins, che ripristinò il controllo privato nel 1920
La smobilitazione dell'esercito fu caotica e violenta; quattro milioni di soldati furono mandati a casa con poca pianificazione, pochi soldi, pochi sostegni e vaghe promesse. La bolla dei prezzi dei terreni agricoli in tempo di guerra scoppiò, lasciando molti agricoltori profondamente indebitati dopo aver acquistato nuovi terreni. Grandi scioperi nelle industrie dell'acciaio, del carbone e della lavorazione della carne sconvolsero l'economia nel 1919. Il paese fu anche colpito dalla pandemia di influenza, che uccise oltre 600.000 statunitensi nel 1918 e nel 1919. Un massiccio crollo dei prezzi agricoli fu scongiurato nel 1919 all'inizio del 1920 grazie agli sforzi della Food Administration di Hoover, ma i prezzi scesero notevolmente alla fine del 1920. Alla scadenza dei contratti di guerra nel 1920, l'economia precipitò in una grave recessione e la disoccupazione salì all'11,9%.
Dopo la Rivoluzione d'ottobre in Russia, molti temevano la possibilità di un'agitazione ispirata al comunismo anche negli Stati Uniti. Queste paure furono amplificate dagli attentati anarchici del 1919, condotti dall'anarchico Luigi Galleani e dai suoi seguaci. I timori per una sovversione di estrema sinistra, uniti a uno sentimento patriottico dopo la guerra, portarono allo scoppio del cosiddetta "prima paura rossa". Il procuratore generale Mitchell Palmer convinse Wilson a ritardare l'amnistia per coloro che erano stati condannati per sedizione in tempo di guerra e lanciò i cosiddetti Palmer Raid, arresti di massa per reprimere le organizzazioni radicali. Le azioni di Palmer incontrarono la resistenza dei tribunali e di alcuni alti funzionari federali, ma Wilson, ormai fisicamente inabile alla fine del 1919 in seguito a un ictus, non ne fu informato.

### Diritti civili

#### Uffici governativi separati
Lo storico Kendrick Clements sostiene che "Wilson non aveva il rozzo e crudele razzismo di James K. Vardaman o Benjamin R. Tillman, ma era insensibile ai sentimenti e alle aspirazioni afroamericane". La segregazione degli uffici governativi e le pratiche di assunzione discriminatorie erano state avviate dal presidente Theodore Roosevelt e continuate dal presidente Taft, ma l'amministrazione Wilson ne intensificò la pratica. Nel primo mese in carica di Wilson, il direttore delle poste Albert S. Burleson sollevò la questione della segregazione dei posti di lavoro in una riunione di governo, esortando il presidente ad applicarla in tutti gli uffici dell'amministrazione, nei servizi igienici, nelle mense e negli spazi di lavoro. Il segretario al Tesoro William G. McAdoo permise anche ai funzionari di livello inferiore di segregare razzialmente i dipendenti nei luoghi di lavoro di quei dipartimenti. Wilson non emise alcun decreto in merito alla segregazione, ma già alla fine del 1913 molti dipartimenti, inclusa la Marina, avevano spazi di lavoro, servizi igienici e mense segregati. Durante il mandato di Wilson le istituzioni iniziarono anche a richiedere fotografie di tutti i candidati per posti di lavoro federali.
Ross Kennedy scrive che il sostegno di Wilson alla segregazione rispettava l'opinione pubblica predominante, ma il suo cambiamento nelle pratiche federali suscitò proteste, tramite lettere inviate alla Casa Bianca sia da neri sia da bianchi, manifestazioni, campagne d'opinione sui giornali e dichiarazioni ufficiali di religiosi sia bianchi sia neri. I sostenitori afroamericani del presidente, che avevano abbandonato i Repubblicani per votare per lui nel 1912, rimasero amaramente delusi, e loro e i leader del Nord protestarono contro i cambiamenti. Wilson difese la politica di segregazione della sua amministrazione in una lettera del luglio 1913 in risposta a Oswald Garrison Villard, editore del New York Evening Post e membro fondatore del NAACP; Wilson suggeriva che la segregazione eliminava "l'attrito" tra le razze.
W.E.B. Du Bois, uno dei capi della NAACP, aveva fatto campagna elettorale per Wilson nel 1912 credendolo essere un "liberale del Sud", ma in seguito affermò che il suo primo mandato aveva visto "il peggior tentativo di legislazione Jim Crow e discriminazione nel servizio civile che [i neri] avevano sperimentato dalla guerra civile".

#### Segregazione nell'esercito

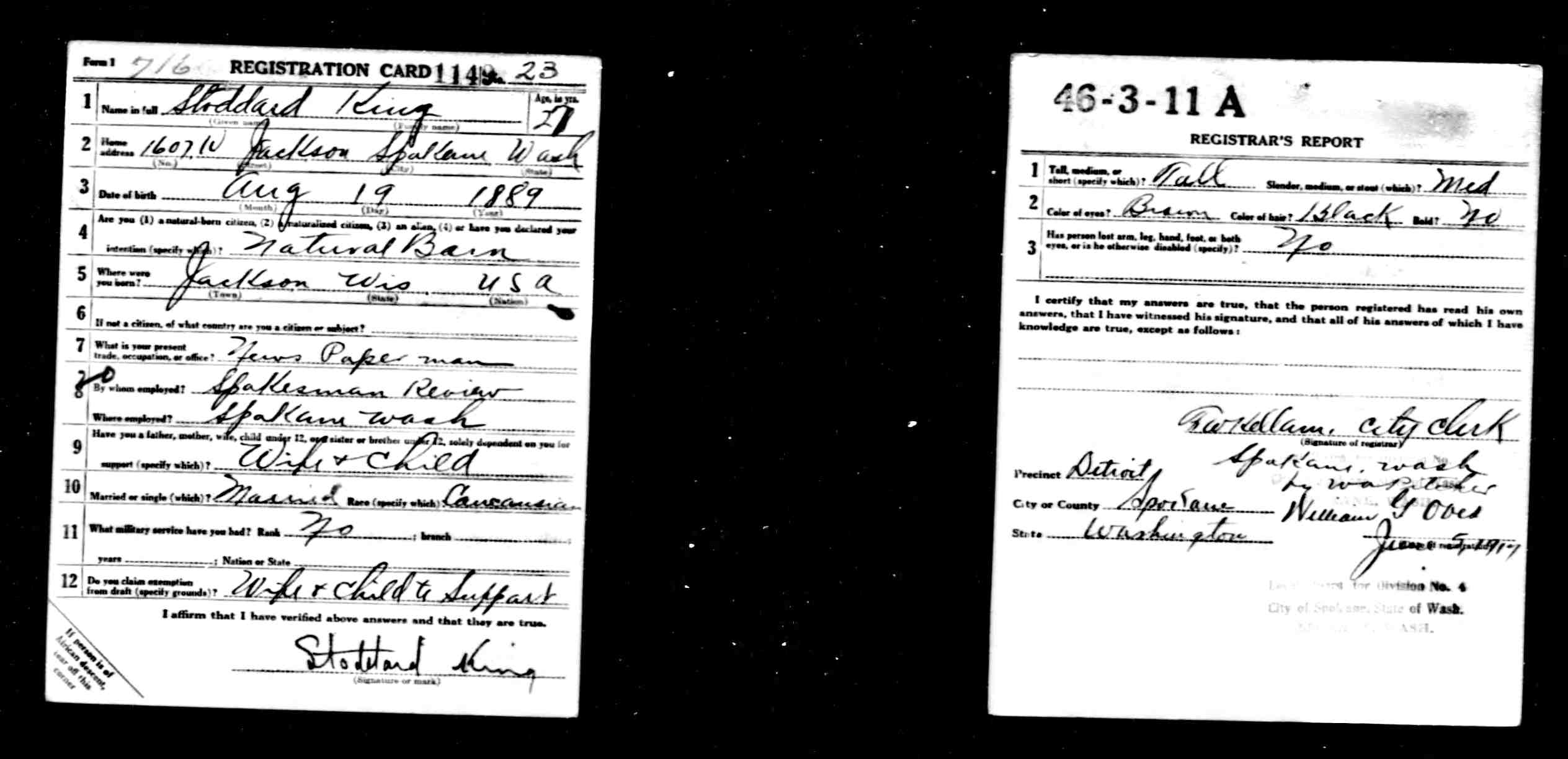
Scheda di leva della prima guerra mondiale: gli uomini di origine africana devono rimuovere l'angolo in basso a sinistra, per facilitare la politica di segregazione nell'esercito

La segregazione era presente nell'esercito prima di Wilson, ma con lui si indurì significativamente. Durante il primo mandato di Wilson, l'esercito e la marina si rifiutarono di nominare nuovi ufficiali neri. Gli ufficiali neri già in servizio subirono una maggiore discriminazione e spesso furono costretti alle dimissioni oppure congedati per dubbi motivi. Nel 1917-1918 il dipartimento della Guerra arruolò centinaia di migliaia di neri nell'esercito, e gli arruolati furono pagati allo stesso modo, indipendentemente dalla razza. L'entrata in servizio degli ufficiali afroamericani riprese, ma le unità rimasero segregate e la maggior parte delle unità completamente nere era guidata da ufficiali bianchi.
A differenza dell'esercito, la marina non era mai stata formalmente segregata. Dopo la nomina da parte di Wilson di Josephus Daniels a segretario della Marina, fu rapidamente implementato un sistema di Jim Crow, le navi, le strutture di addestramento, i servizi igienici e le mense furono tutti segregati. Daniels estese significativamente le opportunità di avanzamento e addestramento disponibili per i marinai bianchi, mentre i marinai afroamericani furono relegati quasi interamente alla mensa e ai compiti di custodia, spesso assegnati a fungere da servitori per gli ufficiali bianchi.
Centinaia di migliaia di neri furono arruolati nell'esercito in tempo di guerra e ricevettero la stessa paga dei bianchi. Tuttavia, in accordo con la politica militare dalla guerra civile fino alla seconda guerra mondiale, l'esercito tenne soldati afroamericani in unità completamente nere con ufficiali bianchi, e la grande maggioranza delle unità nere fu tenuta fuori dal combattimento. Quando una delegazione di neri protestò contro la discriminazione, Wilson disse loro che "la segregazione non è un'umiliazione ma un vantaggio, e dovrebbe essere considerata così da lorsignori".

#### Rivolte razziali e linciaggi

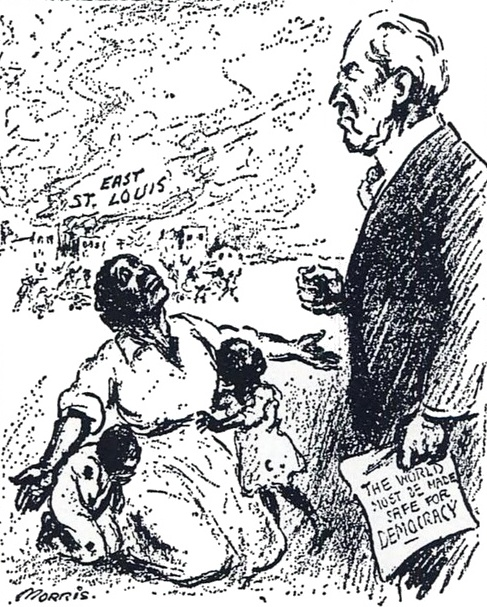
Vignetta satirica di William Charles Morris nel New York Evening Mail sulla rivolta di East St. Louis del 1917. La didascalia recita: "Signor Presidente, perché non rendere l'America sicura per la democrazia?", riferendosi al messaggio di guerra di Wilson, "Il mondo deve essere reso sicuro per la democrazia".

La grande migrazione degli afroamericani dal Sud aumentò molto nel 1917 e nel 1918, e provocò una grave carenza di alloggi nei centri dell'industria bellica. Scoppiarono disordini razziali, il peggiore dei quali fu la rivolta di East St. Louis del luglio 1917, in cui rimasero uccisi 29 neri e 9 bianchi e furono causati danni per 1,4 milioni di dollari. Wilson chiese al procuratore generale Thomas Watt Gregory se il governo federale potesse intervenire per "controllare questi vergognosi oltraggi". Tuttavia, su consiglio di Gregory, Wilson non intraprese alcuna azione diretta contro le rivolte.
I linciaggi contro i singoli neri erano in media di uno a settimana in tutto il Sud. Dopo aver consultato il leader afroamericano Robert Moton, Wilson rilasciò una dichiarazione importante che denunciava il linciaggio. Invitava i governatori e le forze dell'ordine a "eliminare questo male vergognoso" dei linciaggi. Denunciava "lo spirito di branco" del linciaggio come un attentato alla libertà e alla giustizia. Affermò inoltre: "Dico chiaramente che ogni americano che prende parte all'azione della folla o gli dà qualsiasi tipo di appoggio non è vero figlio di questa grande democrazia, ma suo traditore, e (...) [discredita] lei con questa singola infrazione alle sue norme in fatto di legge e di diritti."
Nel 1919 si verificò un'altra serie di rivolte razziali a Washington, Chicago, Omaha, Elaine e più di altre venti città in tutto il paese. Su richiesta dei governatori statali, il dipartimento della Guerra inviò truppe dell'esercito nelle città più colpite. Wilson non seppe nulla della crisi.

## Politica estera

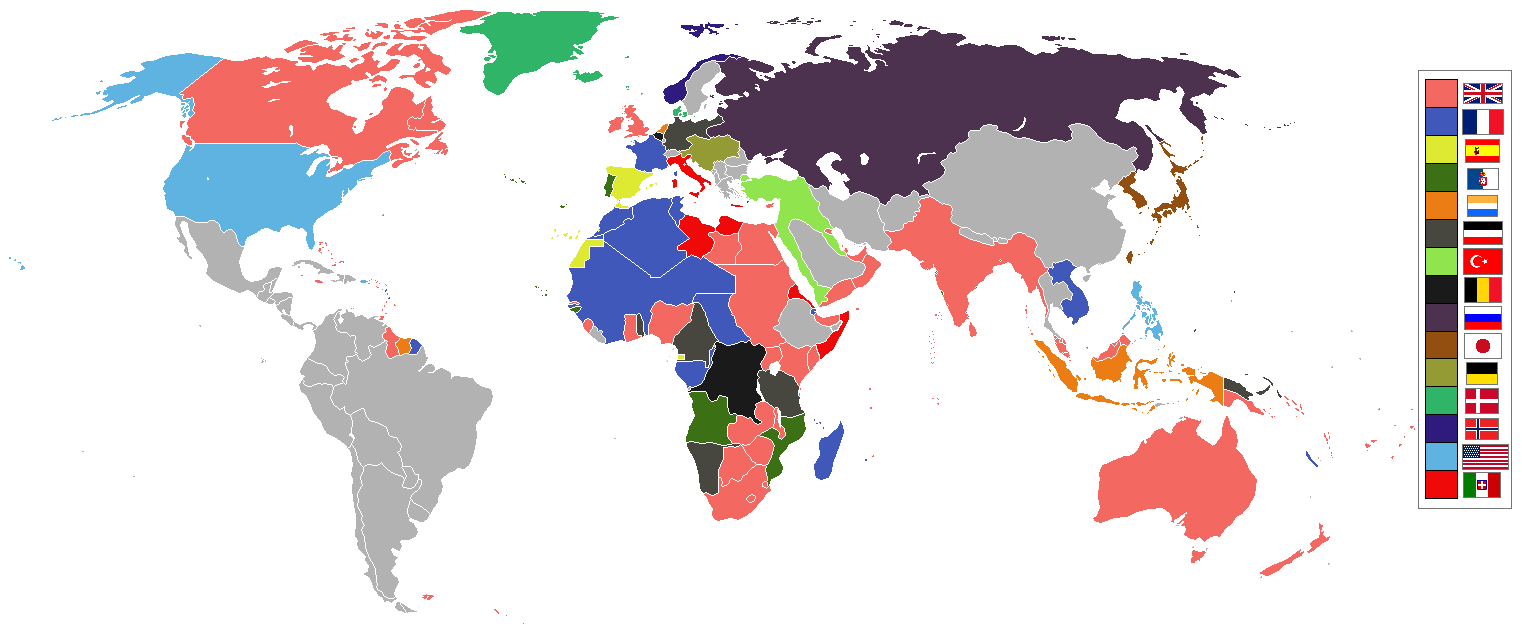
Mappa che mostra le aree di influenza delle principali potenze all'inizio del 1914

### Internazionalismo liberale
La politica estera di Wilson era basata su un approccio idealistico all'internazionalismo liberale che contrastava nettamente con il nazionalismo conservatore realista di Taft, Roosevelt e William McKinley. A partire dal 1900, in genere i Democratici avevano, secondo Arthur Link:
condannato costantemente il militarismo, l'imperialismo e l'interventismo in politica estera. Sostenevano invece il coinvolgimento nel mondo lungo linee liberal-internazionaliste. La nomina da parte di Wilson di William Jennings Bryan a segretario di Stato indicava un nuovo inizio, poiché Bryan era stato a lungo il principale oppositore dell'imperialismo e del militarismo e un pioniere nel movimento per la pace mondiale.
Bryan prese l'iniziativa chiedendo a 40 paesi con ambasciatori a Washington di firmare trattati di arbitrato bilaterale. Qualsiasi controversia di qualsiasi tipo con gli Stati Uniti avrebbe comportato un periodo di riflessione di un anno e successivamente l'attribuzione della questione a una commissione internazionale per l'arbitrato. Trenta paesi firmarono, ma non il Messico e la Colombia (che avevano rimostranze aperte con Washington), né il Giappone, la Germania, l'Austria-Ungheria o l'Impero ottomano. Alcuni diplomatici europei firmarono i trattati, ritenendoli però irrilevanti.
Lo storico diplomatico George C. Herring afferma che l'idealismo di Wilson era genuino, ma che ignorava alcuni aspetti:
Le aspirazioni genuine e profondamente radicate di Wilson a costruire un mondo migliore soffrivano di una certa cecità culturale. Gli mancava esperienza in diplomazia e quindi una valutazione corretta dei propri limiti. Non aveva viaggiato molto al di fuori degli Stati Uniti e conosceva poco altri popoli e culture al di fuori della Gran Bretagna, che ammirava molto. Soprattutto nei suoi primi anni in carica, ebbe difficoltà a vedere che i tentativi ben intenzionati di diffondere i valori statunitensi avrebbero potuto essere visti come un'interferenza nel migliore dei casi, coercizione nel peggiore dei casi. La sua visione era ulteriormente ristretta dal terribile fardello del razzismo, comune tra l'élite della sua generazione, che limitava la sua capacità di comprendere e rispettare le persone di diversi colori. Soprattutto, era accecato dalla sua certezza della bontà e del destino dell'America.

### America Latina
Wilson cercava relazioni più strette con l'America Latina e sperava di creare un'organizzazione panamericana per arbitrare le controversie internazionali. Negoziò anche un trattato con la Colombia per risarcirla del ruolo degli Stati Uniti nella secessione di Panama, ma il Senato rigettò questo trattato. Wilson intervenne spesso negli affari latinoamericani, dicendo nel 1913: "Insegnerò alle repubbliche sudamericane ad eleggere bravi uomini". La Repubblica Dominicana era di fatto un protettorato statunitense sin dalla presidenza di Roosevelt, ma soffriva di instabilità. Nel 1916 Wilson inviò truppe per occupare l'isola, e i soldati rimasero fino al 1924. Nel 1915 gli Stati Uniti intervennero ad Haiti in seguito a una rivolta che rovesciò il governo. L'occupazione durò fino al 1919. Wilson autorizzò anche interventi militari a Cuba, Panama e Honduras. Il Trattato Bryan-Chamorro del 1914 trasformò il Nicaragua in un altro protettorato di fatto, e gli Stati Uniti lo occuparono militarmente durante la presidenza di Wilson.
Il canale di Panama fu aperto nel 1914, realizzando l'obiettivo degli Stati Uniti di costruire un canale attraverso l'America Centrale. Il canale forniva un rapido passaggio tra l'oceano Pacifico e l'Atlantico, offrendo nuove opportunità ai trasporti marittimi e consentendo alla marina militare di spostare rapidamente le navi da guerra da un oceano all'altro. Nel 1916 Wilson stipulò un trattato con la Danimarca che permise l'acquisto delle Indie occidentali danesi per 25 milioni di dollari. Il nuovo territorio fu ribattezzato isole Vergini Americane.

#### Rivoluzione messicana
Oltre alla guerra mondiale, il Messico era l'obiettivo principale della politica estera di Wilson. Nel 1911 era iniziata la violenta rivoluzione messicana, quando i liberali avevano rovesciato la dittatura militare di Porfirio Díaz; poco prima che Wilson entrasse in carica, i conservatori avevano ripreso il potere con un colpo di Stato guidato da Victoriano Huerta. Wilson rifiutò di riconoscere la legittimità del "governo dei macellai" di Huerta e chiese che si tenessero elezioni democratiche in Messico. L'approccio senza precedenti di Wilson, non riconoscendo il nuovo governo, stroncava le possibilità di Huerta di rendere stabile il suo potere. Quando Huerta arrestò militari della Marina degli Stati Uniti, sbarcati accidentalmente in una zona proibita vicino alla città portuale di Tampico, Wilson inviò la Marina ad occupare un'altra città portuale, Veracruz. La mossa provocò una forte reazione di protesta dei messicani di ogni tendenza politica e questo convinse Wilson ad abbandonare i suoi piani di estendere l'intervento militare degli Stati Uniti, ma l'intervento contribuì comunque a convincere Huerta a fuggire dal paese. Un gruppo guidato da Venustiano Carranza prese il controllo su una parte significativa del Messico e Wilson riconobbe il governo di Carranza nell'ottobre 1915.
Carranza continuò ad affrontare vari avversari all'interno del Messico, tra cui Pancho Villa. All'inizio del 1916 questi fece un'incursione in una città degli Stati Uniti, nel Nuovo Messico, provocando morti e feriti e suscitando un moto di rabbia tra la popolazione, che ne voleva la punizione. Wilson ordinò al generale John J. Pershing e a 4000 soldati di catturare Villa oltre il confine. Ad aprile le forze di Pershing avevano disperso le bande di Villa, ma questi rimaneva libero e Pershing continuò la sua ricerca all'interno del Messico. Carranza allora si scagliò contro gli statunitensi e li accusò di un'invasione punitiva; uno scontro con la folla a Parral il 12 aprile provocò due morti e sei feriti tra le truppe di Pershing, e centinaia di vittime messicane. Ulteriori incidenti portarono sull'orlo della guerra alla fine di giugno, quando Wilson chiese l'immediato rilascio dei soldati statunitensi tenuti prigionieri. Questi furono liberati, le tensioni si placarono e iniziarono i negoziati bilaterali sotto gli auspici di un alto commissariato congiunto messicano-statunitense. Desideroso di andarsene dal Messico a causa della prima guerra mondiale, Wilson ordinò a Pershing di ritirarsi e gli ultimi soldati partirono nel febbraio 1917. Secondo lo storico Arthur Link, Carranza gestì perfettamente l'intervento degli Stati Uniti in Messico e questo permise alla rivoluzione di seguire il suo corso senza la pressione degli Stati Uniti. L'incidente diede anche all'esercito statunitense un po' di esperienza necessaria e rese Pershing noto a livello nazionale.

### Neutralità nella prima guerra mondiale
La prima guerra mondiale scoppiò nel luglio 1914, contrapponendo gli imperi centrali (Germania, Austria-Ungheria, Impero ottomano e Bulgaria) alle potenze alleate (Gran Bretagna, Francia, Russia e molti altri paesi). La guerra cadde in un lungo stallo dopo che l'avanzata tedesca si interruppe nel settembre 1914 nella prima battaglia della Marna. Dal 1914 fino all'inizio del 1917 l'obiettivo principale della politica estera di Wilson fu quello di tenere gli Stati Uniti fuori dalla guerra europea. Wilson insisteva sul fatto che tutte le azioni del governo fossero neutrali e che i belligeranti rispettassero tale neutralità secondo le norme del diritto internazionale. A guerra già in corso, Wilson disse al Senato che gli Stati Uniti "devono essere imparziali sia nel pensiero che nell'azione, devono porre un freno ai nostri sentimenti e ad ogni transazione che potrebbe essere interpretata come una preferenza verso una delle parti in lotta." Era ambiguo se intendesse gli Stati Uniti come nazione o intendesse tutti i singoli cittadini. Sebbene Wilson fosse determinato a tenere gli Stati Uniti fuori dalla guerra e pensasse che le cause della guerra fossero complesse, la sua convinzione personale era che gli Stati Uniti condividessero più valori con gli Alleati che con gli Imperi Centrali.

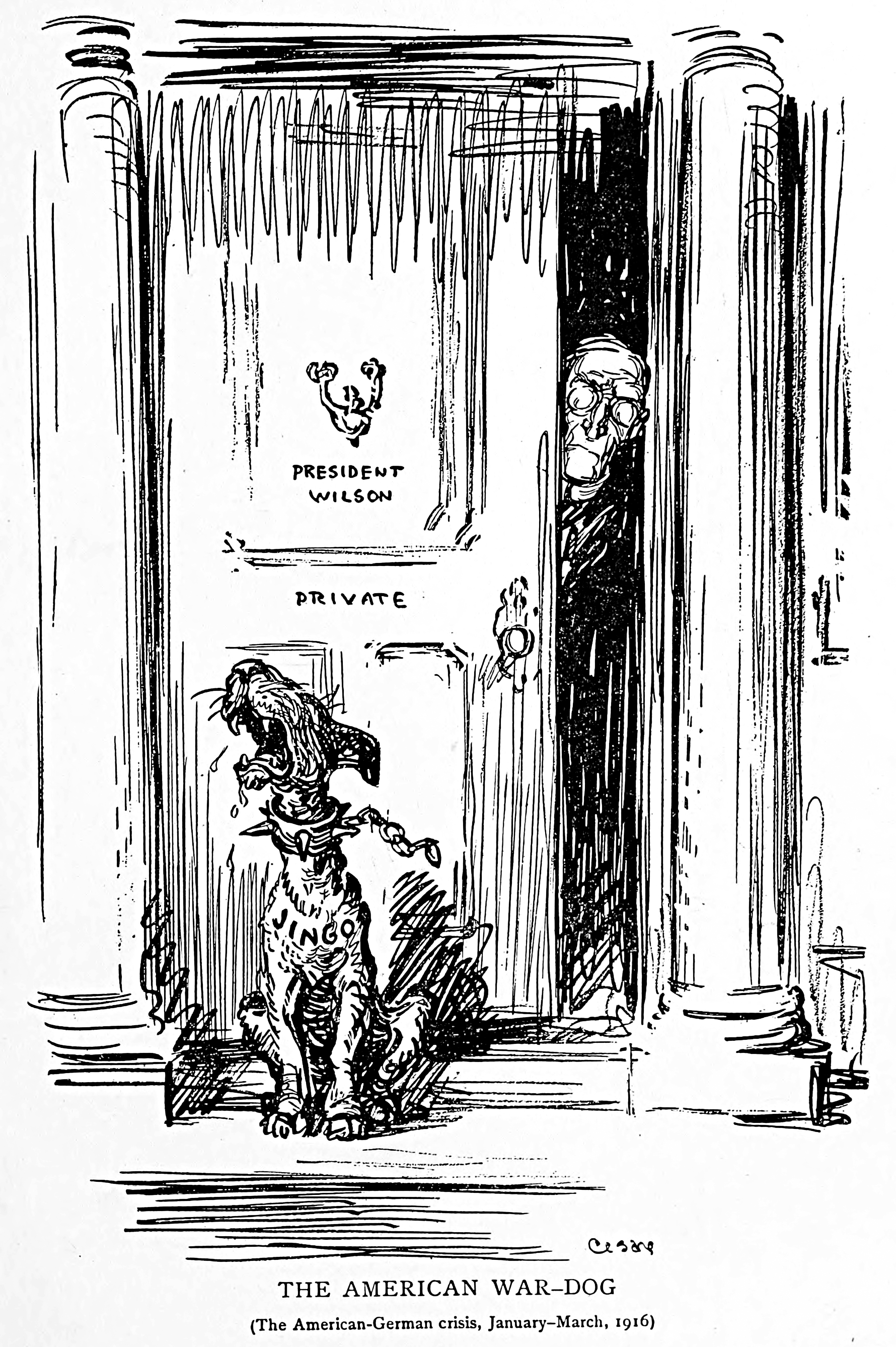
Wilson e "Jingo", il cane da guerra americano. La vignetta satirica ridicolizza i jingo che abbaiano per la guerra.

Wilson e il suo consigliere House cercavano di posizionare gli Stati Uniti come mediatori nel conflitto, ma i capi di Stato europei rifiutarono le offerte di House. Su sollecitazione di Bryan, Wilson sconsigliò alle imprese statunitensi di prolungare i prestiti ai belligeranti. Questo danneggiò gli Alleati più degli Imperi Centrali, poiché gli Alleati dipendevano maggiormente dalle merci statunitensi. La presidenza attenuò la contrarietà ai prestiti nell'ottobre 1914 e vi mise fine nell'ottobre 1915 a causa dei timori di ripercussioni sull'economia interna. Gli Stati Uniti cercarono di commerciare sia con le potenze alleate che con le potenze centrali, ma gli inglesi tentarono di imporre un blocco alla Germania e, dopo un periodo di negoziati, Wilson sostanzialmente acconsentì al blocco britannico. Gli Stati Uniti avevano relativamente poco commercio diretto con gli Imperi Centrali e Wilson non era disposto a dichiarare guerra alla Gran Bretagna per questioni commerciali. Gli inglesi resero inoltre il loro blocco più accettabile per gli americani acquistando le merci intercettate, anziché sequestrarle senza compenso. Molti tedeschi consideravano il commercio degli Stati Uniti con gli Alleati decisamente poco neutrale.

#### Tensioni crescenti
In risposta al blocco britannico degli Imperi centrali, i tedeschi lanciarono una campagna sottomarina contro le navi mercantili nei mari intorno alle isole britanniche. Wilson protestò con forza, anche perché ciò ebbe un effetto molto più forte sul commercio degli Stati Uniti rispetto al blocco britannico. Nell'incidente di Thrasher del marzo 1915, il piroscafo commerciale britannico Falaba fu affondato da un sottomarino tedesco, facendo 111 vittime, tra cui uno statunitense. All'inizio del 1915 una bomba tedesca colpì una nave statunitense, la Cushing, e un sottomarino tedesco silurò una petroliera degli Stati Uniti, la Gulflight. Wilson riteneva, sulla base di alcune prove ragionevoli, che entrambi gli incidenti fossero accidentali e che la liquidazione dei sinistri potesse essere rinviata alla fine della guerra. Nel maggio 1915 un sottomarino tedesco silurò e affondò il transatlantico britannico RMS Lusitania; perirono più di mille persone, tra cui molti cittadini statunitensi. Wilson non spinse verso la guerra; invece disse: "È possibile che esista un uomo troppo orgoglioso per combattere. È possibile che esista una nazione così tanto nel giusto che non ha bisogno di convincere gli altri con la forza che ha ragione". Si rese conto di aver scelto le parole sbagliate quando i critici si scagliarono contro la sua retorica. Wilson inviò una protesta in Germania chiedendo che il governo tedesco "prendesse provvedimenti immediati per prevenire il ripetersi" di incidenti come l'affondamento del Lusitania. In risposta, Bryan, che credeva che Wilson avesse posto la difesa dei diritti di commercio degli Stati Uniti al di sopra della neutralità, si dimise dal governo.
Il transatlantico White Star, la SS Arabic, fu silurato nell'agosto 1915, con due vittime statunitensi. Gli Stati Uniti minacciarono una rottura diplomatica a meno che la Germania non ripudiasse l'azione. I tedeschi accettarono di avvertire le navi mercantili disarmate prima di attaccarle. Nel marzo 1916 la SS Sussex, traghetto disarmato battente bandiera francese, fu silurata nel canale della Manica e tra i morti si contarono quattro statunitensi; i tedeschi si erano fatti beffe delle dichiarazioni dopo il Lusitania. Wilson fu lodato quando riuscì a strappare alla Germania un impegno a vincolare la guerra sottomarina alle regole della guerra degli incrociatori. Si trattava di un chiaro abbandono delle pratiche correnti, una concessione diplomatica dalla quale la Germania poteva ritirarsi solo in modo più plateale. Nel gennaio 1917 i tedeschi avviarono una nuova politica di guerra sottomarina indiscriminata contro le navi nei mari intorno alle isole britanniche. Gli alti responsabili tedeschi sapevano che queste azioni avrebbero probabilmente provocato l'ingresso degli Stati Uniti in guerra, ma speravano di sconfiggere le potenze alleate prima che gli Stati Uniti potessero mobilitarsi completamente.

#### Preparazione
La "preparazione" militare, o la costituzione del piccolo esercito e della marina, divenne una delle principali tematiche dell'opinione pubblica. Nuove organizzazioni ben finanziate nacquero per fare propaganda senza apparire legate a partiti o organizzazioni esistenti; le più note, l'American Defense Society (ADS) e la National Security League, erano entrambe favorevoli a entrare in guerra dalla parte degli Alleati. Gli interventisti, guidati da Theodore Roosevelt, volevano la guerra contro la Germania e contestarono il rifiuto di Wilson di formare l'esercito degli Stati Uniti in previsione della guerra. La resistenza di Wilson alla preparazione era in parte dovuta alla potente corrente pacifista del Partito Democratico, guidata da Bryan. Il sentimento contro la guerra era forte tra molti gruppi all'interno e all'esterno del partito, tra cui le donne, le chiese protestanti, i sindacati, e i Democratici del Sud come Claude Kitchin, presidente dell'importante Commissione economica della Camera. Il biografo John Morton Blum dice:
Il lungo silenzio di Wilson sulla preparazione aveva permesso una tale diffusione e un tale indurimento degli atteggiamenti contrari ai preparativi all'interno del suo partito e in tutta la nazione che quando si decise [finalmente] di adempiere al suo compito, né il Congresso né il paese erano facili da persuadere molto.
Dopo l'affondamento del Lusitania e le dimissioni di Bryan, Wilson si impegnò pubblicamente per i preparativi alla guerra e iniziò a rafforzare l'esercito e la marina, ma credeva che una massiccia mobilitazione militare potesse aver luogo solo dopo una dichiarazione di guerra, anche se ciò significava una lunga attesa prima di inviare truppe in Europa. Molti Democratici pensavano che i soldati statunitensi non erano necessari, e che si poteva inviare solo denaro e munizioni. Wilson ebbe più successo nella sua richiesta di una notevole espansione della Marina. Il Congresso approvò una legge apposita nel 1916 che accoglieva i piani degli ufficiali della Marina per costruire una flotta di alto rango, anche se ci sarebbero voluti diversi anni per diventare operativa.

### Prima guerra mondiale

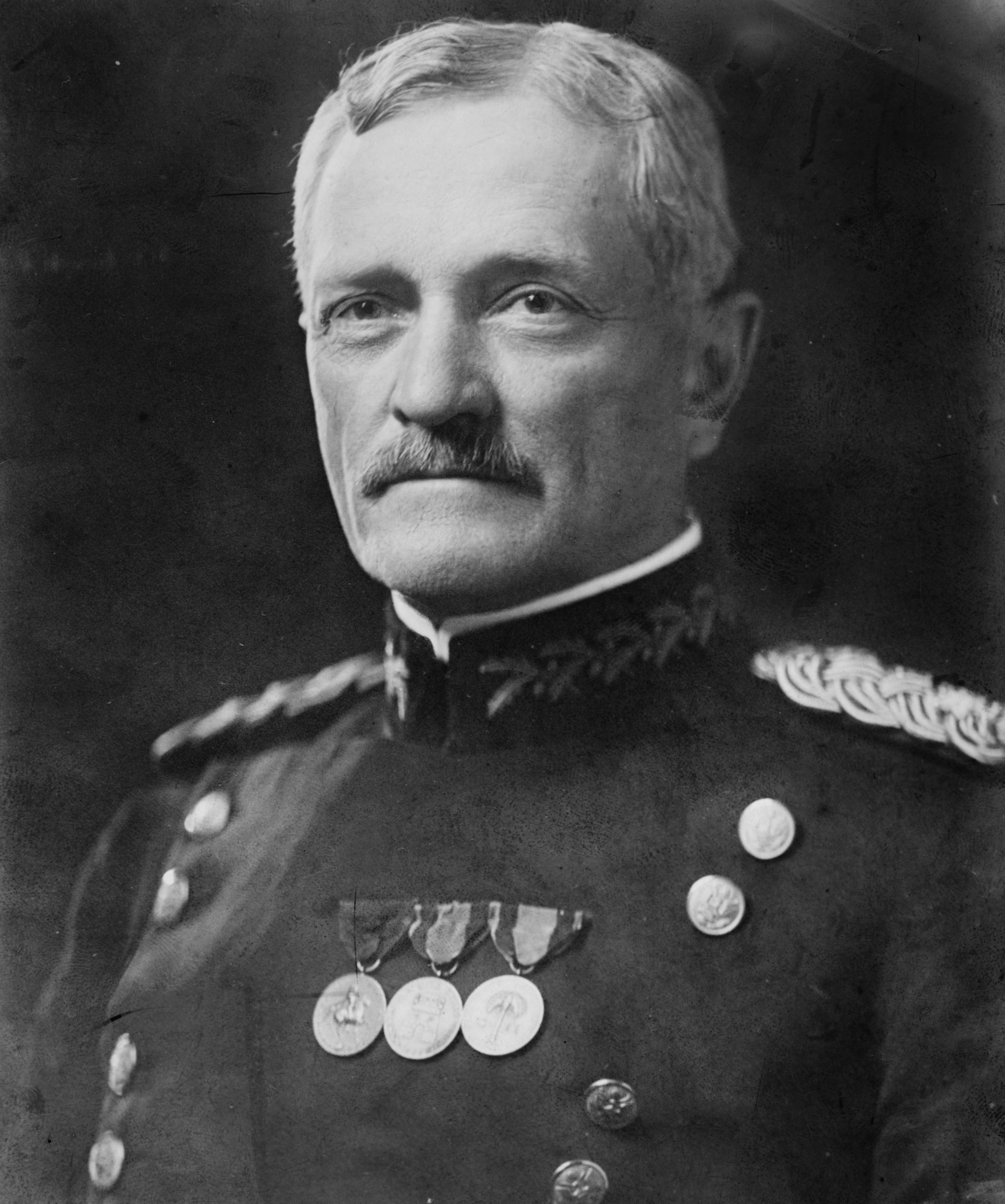
Il generale John J. Pershing

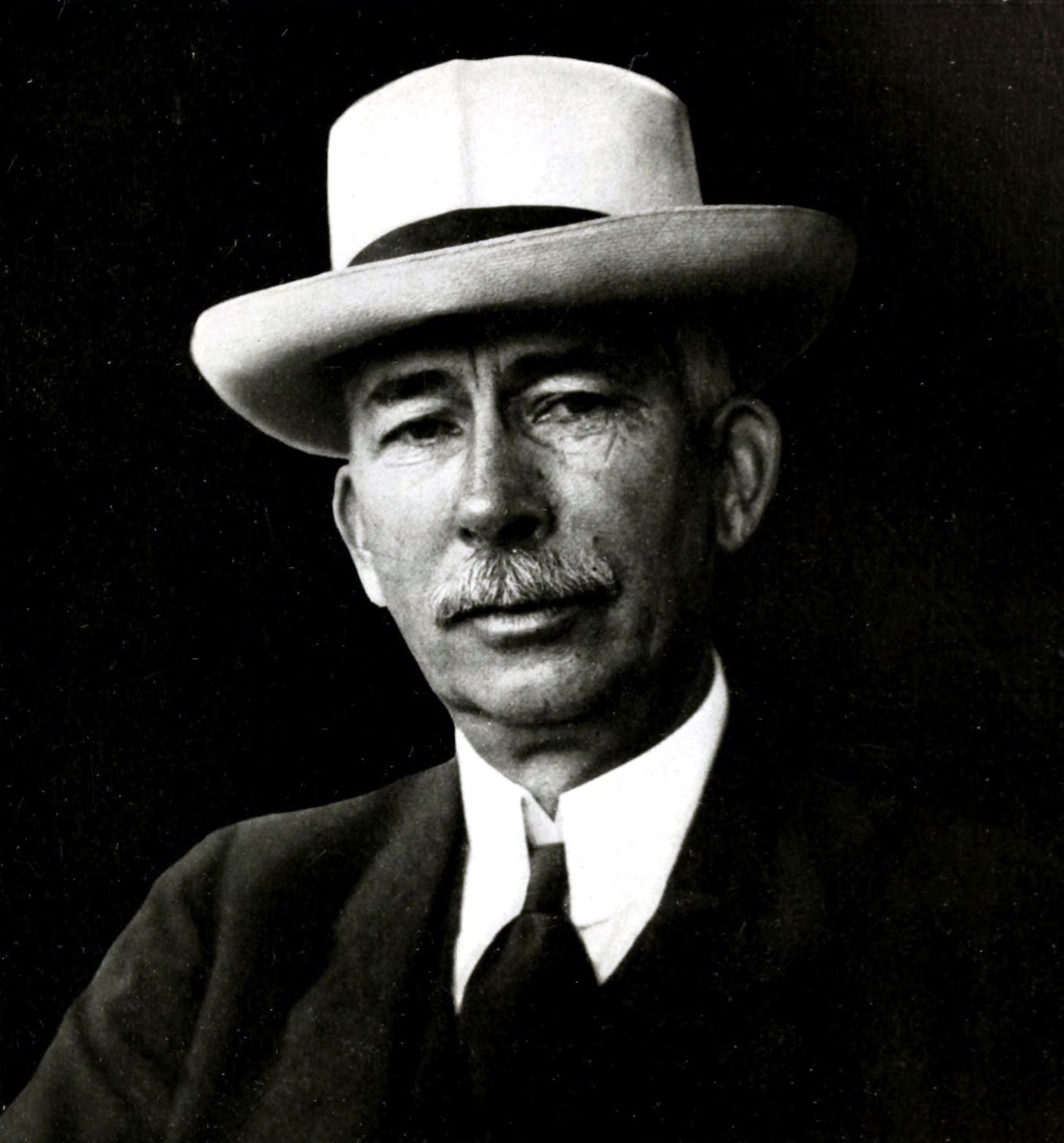
Il colonnello Edward M. House

#### L'entrata in guerra
All'inizio del 1917 l'ambasciatore tedesco Johann von Bernstorf informò il segretario di Stato Lansing che la Germania avrebbe fatto una guerra sottomarina indiscriminata. Alla fine di febbraio l'opinione pubblica statunitense apprese del telegramma Zimmermann, una comunicazione diplomatica segreta in cui la Germania cercava di convincere il Messico ad entrare in guerra al loro fianco contro gli Stati Uniti. La reazione di Wilson, dopo aver consultato i ministri e il Congresso, fu molto ridotta: furono rotte le relazioni diplomatiche con i tedeschi. Il presidente dichiarò: "Siamo i sinceri amici del popolo tedesco e desideriamo sinceramente rimanere in pace con loro. Non crederemo che ci siano ostili a meno che o finché non saremo obbligati a crederlo». Dopo una serie di attacchi alle navi statunitensi, Wilson tenne una riunione del gabinetto il 20 marzo; tutti i ministri convennero che era giunto il momento per gli Stati Uniti di entrare in guerra. Wilson convocò il Congresso in una sessione speciale, a partire dal 2 aprile.
Il marzo 1917 portò anche la prima delle due rivoluzioni in Russia, che influirono sul ruolo strategico degli Stati Uniti nella guerra. Il rovesciamento del governo zarista tolse una seria barriera all'ingresso degli Stati Uniti nel conflitto europeo, mentre la seconda rivoluzione a novembre evitò ai tedeschi qualsiasi minaccia sul fronte orientale e permise loro di spostare le truppe sul fronte occidentale, rendendo così le forze statunitensi essenziali per il successo degli Alleati nelle battaglie del 1918. Wilson inizialmente respinse le richieste degli Alleati di dedicare risorse militari a un intervento in Russia contro i bolscevichi, basandosi in parte sulla sua esperienza del tentativo di intervento in Messico; tuttavia alla fine fu convinto del potenziale beneficio e accettò di inviare una piccola forza per assistere gli Alleati sul fronte orientale.
Wilson si rivolse al Congresso il 2 aprile, chiedendo una dichiarazione di guerra contro la Germania. Sosteneva che i tedeschi erano impegnati in "niente di meno che una guerra contro il governo e il popolo degli Stati Uniti". Chiese una leva militare per ingrandire l'esercito, un aumento delle tasse per le spese militari, prestiti ai governi alleati e un aumento della produzione industriale e agricola. La dichiarazione di guerra degli Stati Uniti contro la Germania fu approvata dal Congresso con una larga maggioranza bipartitica il 6 aprile 1917, con l'opposizione delle roccaforti etniche tedesche e delle remote aree rurali del Sud. Gli Stati Uniti avrebbero poi dichiarato guerra all'Austria-Ungheria nel dicembre 1917. Gli Stati Uniti non siglarono un'alleanza formale con la Gran Bretagna o la Francia, ma agirono come una potenza "associata", un alleato informale con la cooperazione militare attraverso il Consiglio supremo di guerra a Londra.
I generali Frederick Funston e Leonard Wood erano in lizza per il comando delle forze armate statunitensi in Europa, ma Funston morì poche settimane prima che gli Stati Uniti entrassero in guerra e Wilson diffidava di Wood, stretto alleato di Theodore Roosevelt. Wilson invece diede il comando al generale John J. Pershing, che aveva guidato la spedizione contro Pancho Villa; avrebbe avuto completa responsabilità sulla tattica e sulla strategia e in parte sulla diplomazia. Edward House divenne il principale canale di comunicazione del presidente con il governo britannico e William Wiseman, uno dei responsabili della marina britannica, fu il principale contatto di House in Inghilterra. Il loro rapporto personale fu utile, superando momenti di tensione tra i due governi e raggiungendo intese essenziali. House divenne anche il rappresentante degli Stati Uniti nel Consiglio supremo di guerra degli Alleati.

#### I quattordici punti
Wilson voleva giungere a "una pace comune organizzata" che avrebbe aiutato a prevenire futuri conflitti. A questo scopo, si opponeva non solo agli Imperi centrali, ma anche alle altre potenze alleate, che, in varia misura, cercavano di ottenere concessioni e reclamavano un accordo di pace punitivo verso gli Imperi centrali. Wilson diede vita a un gruppo di studio segreto chiamato "Inquiry", diretto dal colonnello House, per preparare i negoziati del dopoguerra; i lavori del gruppo di studio culminarono in un discorso di Wilson al Congresso l'8 gennaio 1918, in cui articolava gli obiettivi di guerra a lungo termine degli Stati Uniti. Era la più chiara espressione di intenti di qualsiasi delle nazioni belligeranti. Il discorso, noto come i Quattordici punti, fu scritto principalmente da Walter Lippmann e proiettava le politiche interne progressiste di Wilson in ambito internazionale. I primi sei punti riguardavano la diplomazia, la libertà di navigazione e la risoluzione delle rivendicazioni coloniali. Quindi erano affrontate le questioni territoriali e il punto finale, l'istituzione di un'associazione di nazioni per garantire l'indipendenza e l'integrità territoriale di tutte le nazioni: una Società delle Nazioni. Il discorso fu tradotto in molte lingue e si diffuse in tutto il mondo.
A parte le considerazioni del dopoguerra, i Quattordici punti di Wilson erano motivati da diversi fattori. A differenza di altri leader alleati, Wilson non chiedeva la disgregazione totale dell'impero ottomano o dell'impero austro-ungarico. Offrendo una pace non punitiva a queste nazioni e alla Germania, sperava di avviare rapidamente i negoziati per porre fine alla guerra. Le dichiarazioni liberali di Wilson erano anche mirate alle correnti pacifiste e stanche della guerra all'interno dei paesi alleati, compresi gli Stati Uniti. Inoltre, sperava di ricondurre i russi in guerra, senza però riuscirvi.

#### Corso della guerra
Con l'entrata in guerra degli Stati Uniti, Wilson e il segretario alla Guerra Baker iniziarono l'ingrandimento dell'esercito, con l'obiettivo di creare un esercito regolare di 300.000 effettivi, una Guardia Nazionale di 440.000 e una forza costituita da 500.000 coscritti di leva nota come "Esercito Nazionale". Nonostante una certa resistenza alla leva e all'invio di soldati all'estero, la grande maggioranza di entrambe le Camere del Congresso votarono l'introduzione della coscrizione con la legge Selective Service Act del 1917. Cercando di evitare le rivolte contro la leva avvenute durante la guerra civile, la legge istituiva commissioni di leva locali incaricate di determinare chi dovrebbe essere reclutato. Durante la guerra furono in totale arruolati quasi 3 milioni di uomini. Anche la Marina vide un'enorme espansione e, su sollecitazione dell'ammiraglio William Sims, si concentrò sulla costruzione di navi antisommergibile. Le perdite navali alleate diminuirono in misura sostanziale grazie agli aiuti statunitensi e a un'attenzione particolare per il sistema dei convogli.
Le forze di spedizione americane arrivarono per la prima volta in Francia a metà del 1917. Wilson e Pershing respinsero la proposta britannica e francese che i soldati statunitensi si integrassero nelle unità alleate esistenti, per cui diedero agli Stati Uniti più libertà d'azione, richiedendo però la creazione di nuove organizzazioni e catene di approvvigionamento. Alla fine del 1917 c'erano solo 175.000 soldati statunitensi in Europa, ma a metà del 1918 ne arrivavano al ritmo di 10.000 al giorno. La Russia uscì dalla guerra dopo la firma del trattato di Brest-Litovsk nel marzo 1918, che consentì alla Germania di togliere i soldati dal fronte orientale della guerra. I tedeschi lanciarono un'offensiva di primavera contro gli Alleati che inflisse pesanti perdite ma non riuscì a rompere la linea alleata. A partire da agosto gli alleati lanciarono l'offensiva dei cento giorni che respinse l'esausto esercito tedesco.
Alla fine di settembre 1918 i principali responsabili tedeschi non credevano più alla vittoria. Riconoscendo che Wilson sarebbe stato più propenso ad accettare un accordo di pace da un governo democratico, il kaiser Guglielmo II nominò un nuovo governo guidato dal principe Massimiliano di Baden; questi cercò immediatamente un armistizio con Wilson. Nello scambio di note, i capi di governo tedeschi e statunitensi concordarono di includere i Quattordici punti nell'armistizio; House ottenne quindi un accordo da Francia e Gran Bretagna, ma solo dopo aver minacciato di concludere un armistizio unilaterale senza di loro. Wilson ignorò la richiesta di Pershing di non arrivare all'armistizio e chiese invece una resa incondizionata da parte della Germania. I tedeschi firmarono l'armistizio dell'11 novembre 1918, ponendo fine ai combattimenti. L'Austria-Ungheria aveva firmato l'armistizio di Villa Giusti otto giorni prima, mentre l'Impero ottomano aveva firmato l'armistizio di Mudros in ottobre.

### Dopo la prima guerra mondiale

#### Conferenza di pace di Parigi

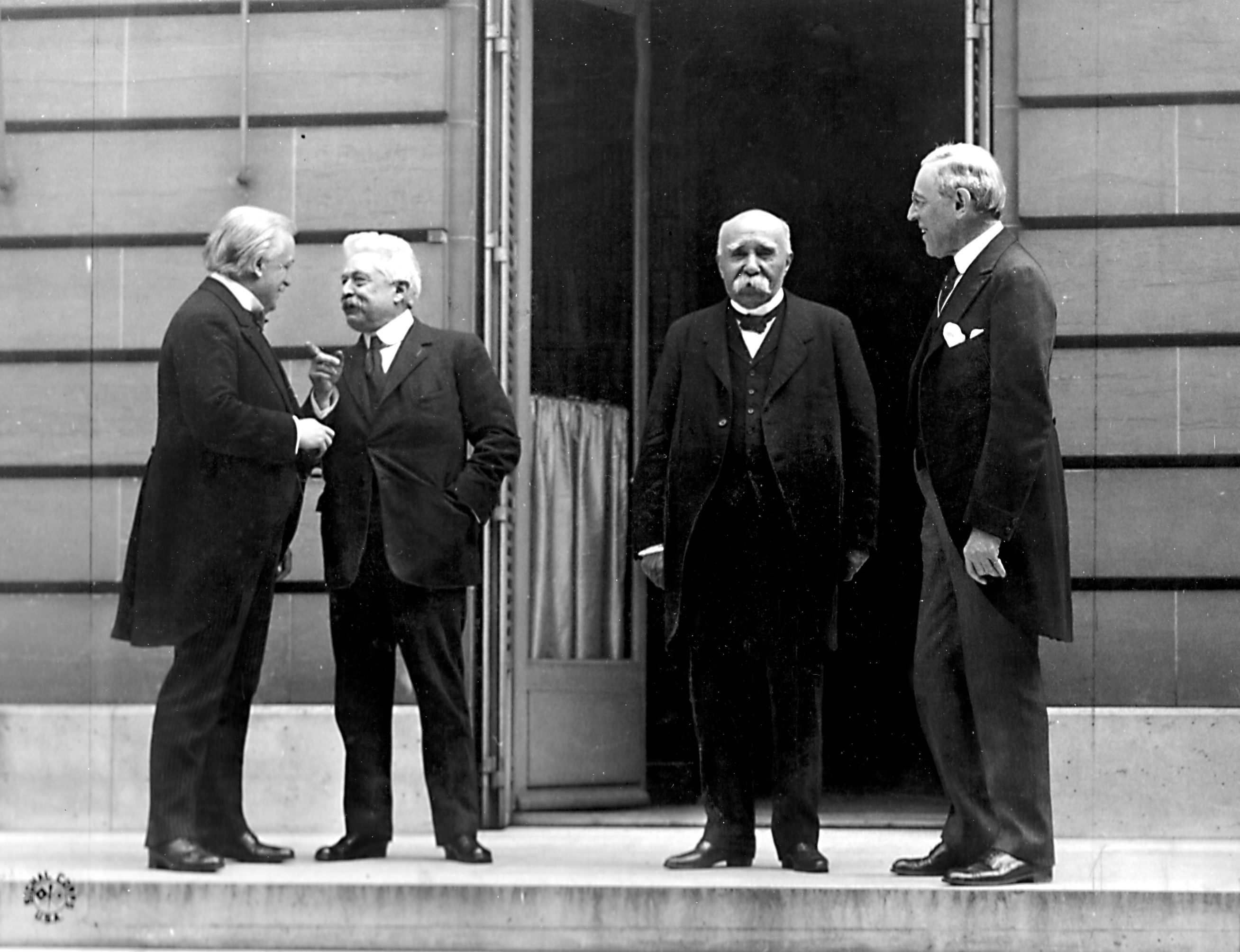
I "quattro grandi" alla Conferenza di pace di Parigi nel 1919, dopo la fine della prima guerra mondiale. Wilson è il primo da destra, accanto a Georges Clemenceau.

Dopo la firma dell'armistizio, Wilson si recò in Europa per partecipare alla Conferenza di pace di Parigi, diventando così il primo presidente degli Stati Uniti a recarsi in Europa mentre era in carica. A parte un viaggio di due settimane negli Stati Uniti, Wilson rimase in Europa per sei mesi, dove si concentrò sul raggiungimento di un trattato di pace per porre fine formalmente alla guerra. Gli Imperi centrali sconfitti non erano stati invitati alla conferenza e attendevano con ansia il loro destino. Wilson propose che le fazioni in lotta nella guerra civile russa dichiarassero una tregua e inviassero una delegazione congiunta alla Conferenza di pace di Parigi, ma altri capi di governo alleati si opposero e non fu inviata alcuna delegazione. Wilson, il primo ministro britannico David Lloyd George, il primo ministro francese Georges Clemenceau e il primo ministro italiano Vittorio Emanuele Orlando costituivano i "quattro grandi", i capi di governo alleati con la maggiore influenza alla Conferenza di pace di Parigi. Sebbene Wilson continuasse a sostenere i suoi Quattordici punti idealistici, molti degli altri alleati desideravano una punizione per gli sconfitti. Clemenceau in particolare voleva condizioni pesanti per la Germania, mentre Lloyd George sostenne alcune delle idee di Wilson ma temeva un contraccolpo nella sua opinione pubblica se il trattato si fosse rivelato troppo favorevole agli Imperi centrali.

Diversi nuovi stati europei si formarono alla Conferenza di pace di Parigi

Perseguendo la sua idea di una Società delle Nazioni, Wilson concesse diversi punti alle altre potenze presenti alla conferenza. La Francia premeva per lo smembramento della Germania e il pagamento di un'ingente somma per le indennità di guerra. Wilson era contrario a queste idee, ma la Germania fu comunque tenuta a pagare le riparazioni di guerra e soggetta all'occupazione militare della Renania. Inoltre, una clausola del trattato nominava specificamente la Germania come colpevole della guerra. Wilson accettò la creazione di mandati negli ex imperi tedesco e ottomano, consentendo alle potenze europee e al Giappone di stabilire colonie di fatto in Medio Oriente, Africa e Asia. L'acquisizione giapponese di avamposti tedeschi nella penisola cinese dello Shandong si dimostrò particolarmente problematica, poiché minacciava la promessa di autogoverno di Wilson. Tuttavia Wilson ottenne la creazione di diversi nuovi stati nell'Europa centrale e nei Balcani, tra cui Polonia, Jugoslavia e Cecoslovacchia, e l'Impero austro-ungarico e l'Impero ottomano furono smembrati. Wilson si rifiutò di cedere alle richieste italiane di territorio sulla costa adriatica, cosa che condusse a una disputa tra Jugoslavia e Italia perdurata fino alla firma del trattato di Rapallo del 1920. Il Giappone propose che la conferenza approvasse una clausola di uguaglianza razziale. Wilson era indifferente alla questione, ma appoggiò la forte opposizione di Australia e Gran Bretagna.
La Convenzione della Società delle Nazioni fu inclusa nel trattato di Versailles. Lo stesso Wilson presiedette il comitato che redasse la convenzione, che vincolava i membri ad opporsi a ogni "aggressione esterna" e ad accettare di dirimere pacificamente le controversie attraverso organizzazioni come la Corte permanente di giustizia internazionale. Oltre al trattato di Versailles, gli Alleati stipularono anche trattati con l'Austria (il trattato di Saint-Germain-en-Laye), l'Ungheria (il trattato del Trianon), l'Impero Ottomano (il trattato di Sèvres) e la Bulgaria (il trattato di Neuilly), tutti includenti la Convenzione della Società delle Nazioni.
La conferenza terminò i negoziati nel maggio 1919 e solo a quel punto i delegati tedeschi lessero il trattato. Alcuni esponenti tedeschi erano favorevoli a rifiutarlo, ma la Germania firmò il trattato il 28 giugno 1919. Per i suoi sforzi a favore della pace, Wilson fu insignito del Premio Nobel per la pace nel 1919. Tuttavia, gli Imperi Centrali sconfitti protestarono contro i duri termini del trattato e diversi rappresentanti delle colonie sottolinearono l'ipocrisia di un trattato che creava nuove nazioni in Europa ma consentiva che il colonialismo perdurasse in Asia e in Africa. Wilson doveva affrontare da parte sua l'incerta opinione pubblica interna, in vista della ratifica del trattato; in particolare i Repubblicani erano in gran parte contrari.

#### Dibattito sulla ratifica del trattato

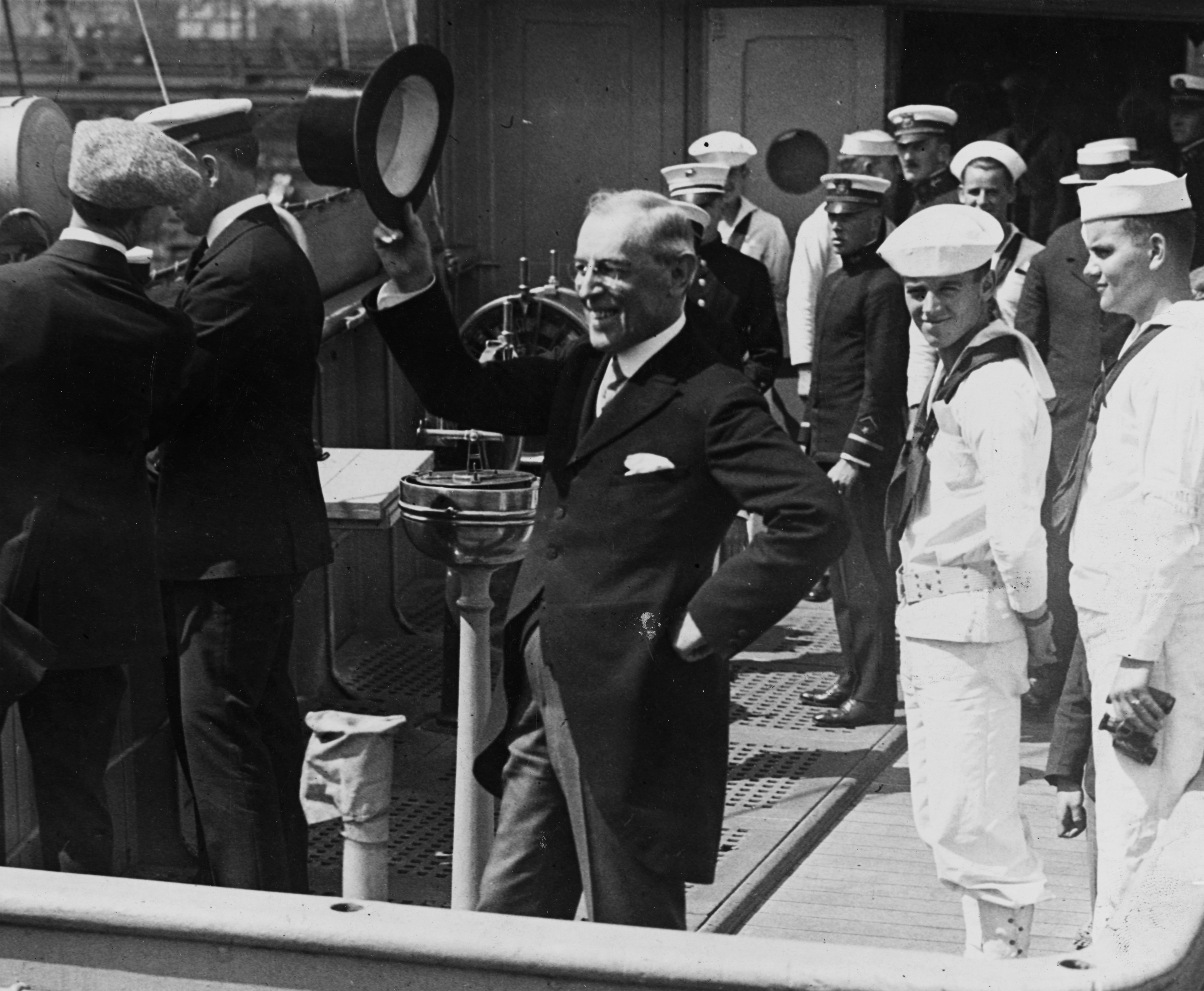
Wilson di ritorno dalla Conferenza di pace di Versailles, nel 1919.

La ratifica del trattato era tutt'altro che scontata, essendo richiesta una maggioranza dei due terzi al Senato, dove i Repubblicani avevano di poco la maggioranza. L'opinione pubblica era combattuta, con un'intensa opposizione da parte della maggior parte dei Repubblicani, dei tedeschi e dei cattolici irlandesi democratici. In numerosi incontri con i senatori, Wilson scoprì che l'opposizione si era inasprita. Nonostante la sua condizione fisica indebolita in seguito alla Conferenza di pace di Parigi, Wilson decise di fare un giro di discorsi negli Stati dell'Ovest, programmando 29 discorsi importanti e molti brevi per trovare sostegno. Durante questo giro, Wilson subì una serie di ictus che lo resero inabile e dovette rientrare a Washington nel settembre 1919. Rimase invalido, alla Casa Bianca, strettamente sorvegliato dalla moglie, che lo isolava dalle notizie negative e gli teneva nascosta la gravità delle sue condizioni.
Il senatore Henry Cabot Lodge guidava l'opposizione al trattato; disprezzava Wilson e sperava di umiliarlo nella battaglia per la ratifica. I Repubblicani erano indignati perché Wilson non aveva voluto collaborare con loro sulla guerra o sulle sue conseguenze. Gran parte dei Democratici era invece a favore del trattato, per cui al Senato si assisté ad un aspro confronto tra i due partiti. Il dibattito si incentrò sul ruolo degli Stati Uniti nella comunità mondiale dopo la guerra, e i senatori si divisero in tre gruppi principali; la maggior parte dei Democratici era favorevole al trattato, quattordici senatori, per lo più repubblicani, divennero noti come gli "irreconciliabili", poiché si opponevano completamente all'ingresso degli Stati Uniti nella Società delle Nazioni. Alcuni di questi irreconciliabili, come George W. Norris, si opposero al trattato perché non prevedeva la decolonizzazione e il disarmo. Altri irreconciliabili, come Hiram Johnson, temevano di cedere la prerogative nazionali a un'organizzazione internazionale. La maggior parte voleva la rimozione dell'Articolo X della Convenzione, che ambiva a vincolare le nazioni a difendersi l'un l'altra contro le aggressioni. Il restante gruppo di senatori, noto come "riservisti", accettava l'idea della Società delle Nazioni ma con riserve e voleva varie modifiche per garantire la piena sovranità degli Stati Uniti. L'ex presidente Taft e l'ex segretario di Stato Elihu Root erano entrambi a favore della ratifica del trattato con alcune modifiche, e il loro sostegno pubblico dava a Wilson qualche speranza di acquisire il consenso di alcuni Repubblicani.
Nonostante la difficoltà di ottenere la ratifica, Wilson rifiutò fermamente di acconsentire alle "riserve", in parte per le preoccupazioni di dover riaprire i negoziati con le altre potenze. A metà novembre 1919 Lodge e i suoi Repubblicani si accordarono con i Democratici favorevoli al trattato per approvare un trattato con riserve, ma Wilson, già gravemente inabile, respinse questo compromesso e un numero sufficiente di Democratici fece altrettanto e la ratifica con riserve fu bocciata. Cooper e Bailey suggeriscono che l'ictus di Wilson a settembre gli avesse impedito di negoziare efficacemente con Lodge. Il coinvolgimento degli Stati Uniti nella prima guerra mondiale terminò formalmente solo con l'approvazione della risoluzione Knox-Porter nel 1921.

#### Intervento in Russia
Quando la Russia si ritirò dalla prima guerra mondiale in seguito alla rivoluzione bolscevica del 1917, gli Alleati vi inviarono truppe per impedire che i tedeschi o i bolscevichi si impadronissero di armi, munizioni e altre forniture precedentemente spedite come aiuto al governo precedente la rivoluzione. Wilson detestava i bolscevichi, credeva che non rappresentassero il popolo russo, ma temeva che l'intervento straniero avrebbe rafforzato la loro egemonia. Gran Bretagna e Francia fecero pressioni su di lui affinché intervenisse al fine di riaprire potenzialmente un secondo fronte contro la Germania, e Wilson accettò questa pressione nella speranza che sarebbe stato utile nei negoziati del dopoguerra e tenesse sotto controllo l'influenza giapponese in Siberia. Gli Stati Uniti inviarono forze armate per assistere il ritiro delle legioni cecoslovacche lungo la ferrovia Transiberiana e per tenere le principali città portuali ad Arcangelo e Vladivostok. Sebbene specificamente incaricate di non ingaggiare scontri con i bolscevichi, le forze statunitensi si impegnarono in diversi conflitti armati contro le forze del nuovo governo russo. I rivoluzionari in Russia si risentirono per l'intrusione degli Stati Uniti. Robert Maddox scrisse: "L'effetto immediato dell'intervento è stato quello di prolungare una sanguinosa guerra civile, costando così migliaia di vite aggiuntive e provocando enormi distruzioni su una società già martoriata".

#### Altre questioni
Nel 1919 Wilson orientò la politica estera ad "acconsentire" alla dichiarazione Balfour, che prefigurava uno Stato ebraico in Palestina, senza sostenere il sionismo in modo ufficiale. Wilson esprimeva simpatia per la difficile situazione degli ebrei, specialmente in Polonia e Francia.
Nel maggio 1920 Wilson inviò al Congresso una proposta, a lungo rinviata, perché gli Stati Uniti accettassero un mandato della Società delle Nazioni sull'Armenia. Bailey nota che l'idea non aveva il sostegno dell'opinione pubblica negli Stati Uniti e solo 23 senatori erano a favore. Richard G. Hovannisian afferma che Wilson "usò tutti gli argomenti sbagliati" per il mandato e si concentrò troppo su come la storia avrebbe giudicato le sue azioni e non abbastanza sulla politica immediata: "[egli] volle mettere chiaramente a verbale che non era opera sua disinteressarsi dell'Armenia".

## Inabilità (1919-1921)
Il 2 ottobre 1919 Wilson ebbe un grave ictus, che lo lasciò paralizzato sul lato sinistro e con una vista menomata nell'occhio destro. Fu confinato a letto per settimane e poterono vederlo solo sua moglie e il medico, il dottor Cary Grayson. Il dottor Bert E. Park, un neurochirurgo che esaminò le cartelle cliniche di Wilson dopo la sua morte, scrive che la malattia ne influenzò la personalità in vari modi, rendendolo incline a "disturbi emotivi, alterato controllo degli impulsi e un giudizio difettoso". Nei mesi successivi all'ictus, la moglie tenne Wilson isolato, scelse le questioni da sottoporgli delegando le altre ai ministri. Per il resto della presidenza Wilson, Edith Wilson gestì l'ufficio del presidente, un ruolo che in seguito descrisse come "supervisione", poiché determinava quali comunicazioni e questioni di Stato erano abbastanza importanti da portare all'attenzione del presidente, costretto a letto. Wilson riprese per un breve periodo a partecipare frettolosamente alle riunioni di gabinetto. Sua moglie e l'assistente personale Joe Tumulty collaborarono con un giornalista, Louis Seibold, che scrisse un falso resoconto di un'intervista con il presidente, descritto come perfettamente lucido. Nonostante le sue condizioni, Wilson raramente prese in considerazione le dimissioni, continuò a sostenere la ratifica del trattato di Versailles e progettò persino di candidarsi di nuovo.
Arrivati a febbraio 1920, la vera condizione del presidente era nota pubblicamente. Molti esprimevano dubbi sull'idoneità di Wilson a essere presidente in un momento in cui la disputa sulla Società delle Nazioni stava raggiungendo il culmine e le questioni interne come scioperi, disoccupazione, inflazione e la minaccia del comunismo erano al massimo. Nessuna delle persone vicine a Wilson, nemmeno sua moglie, il suo medico o l'assistente personale, era disposto ad assumersi la responsabilità di certificare, come previsto dalla Costituzione, la sua "incapacità di adempiere ai poteri e ai doveri di detto ufficio". Alcuni parlamentari del Congresso suggerirono al vicepresidente Marshall di affermare che la presidenza toccava a lui, ma Marshall non tentò mai di sostituire Wilson. Il lungo periodo di inabilità di Wilson mentre era in carica come presidente non aveva precedenti; solo James Garfield era stato in una situazione simile, ma non c'erano segreti sull'attentato di cui era stato vittima, inoltre mantenne un in misura maggiore le sue facoltà mentali e non doveva affrontare problemi urgenti.

## Elezioni durante la presidenza Wilson

### Elezioni di metà mandato del 1914
Nelle elezioni di metà primo mandato di Wilson, i Repubblicani guadagnarono sessanta seggi alla Camera, ma non riuscirono a riconquistare la maggioranza. Nelle prime elezioni del Senato dopo l'approvazione del diciassettesimo emendamento, i Democratici mantennero la maggioranza. Il Partito Bull Moose di Roosevelt, che aveva conquistato una manciata di seggi al Congresso nelle elezioni del 1912, andò male, mentre i Repubblicani conservatori sconfissero anche diversi Repubblicani progressisti. La conferma di una maggioranza democratica al Congresso rinfrancò Wilson, che sostenne pubblicamente che le elezioni rappresentavano un mandato per continuare le riforme progressiste. Nei seguenti due anni Wilson e i suoi alleati produssero molte altre leggi, anche se nessuna ebbe lo stesso impatto delle principali iniziative di politica interna che erano state approvate durante i primi due anni di carica di Wilson.

### Elezioni presidenziali del 1916

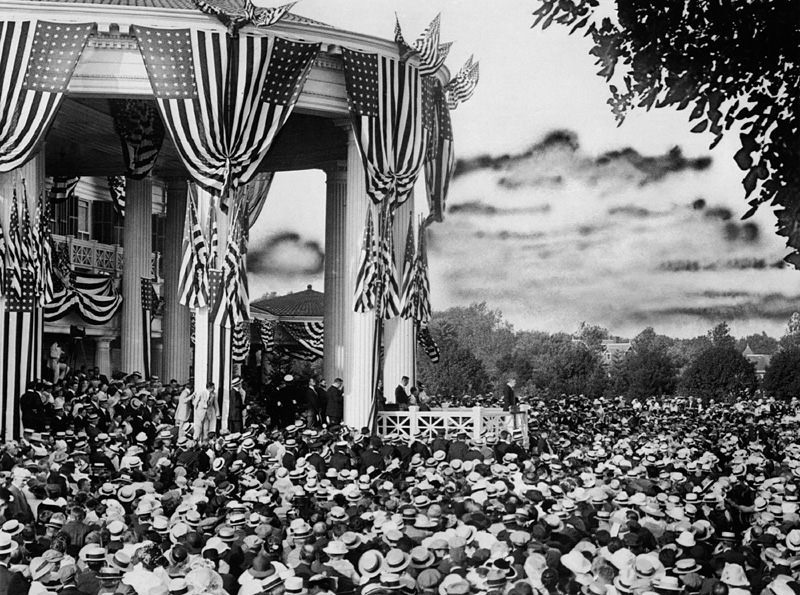
Wilson accetta la nomina del Partito Democratico, 1916

Wilson, ricandidato dal suo partito senza opposizione interna, usò il motto: "Ci ha tenuti fuori dalla guerra", anche se non promise mai inequivocabilmente di rimanere fuori dalla guerra. Nel suo discorso di accettazione del 2 settembre 1916, Wilson avvertì specificamente la Germania che la guerra sottomarina con conseguenti morti statunitensi non sarebbe stata tollerata, dicendo: "La nazione che viola questi diritti essenziali deve aspettarsi di essere fermata e chiamata a rispondere da un confronto diretto e da resistenza. Questo rende subito nostra la lite." Vance C. McCormick, un progressista di spicco, divenne presidente del partito e l'ambasciatore Henry Morgenthau fu richiamato dalla Turchia per gestire le finanze della campagna elettorale. Il colonnello House svolse un ruolo importante: "pianificò la sua struttura, ne stabilì il tono, contribuì a guidarne le finanze, scelse gli oratori, le tattiche e le strategie e, non da ultimo, gestì la più grande risorsa e la potenzialmente anche il più grande fardello della campagna elettorale: il suo candidato brillante ma umorale".

Risultati delle elezioni presidenziali del 1916

Quando era in corso la stesura del programma elettorale del partito, il senatore Owen dell'Oklahoma esortò Wilson a prendere idee dal programma del Partito progressista del 1912 "come mezzo per attirare al nostro partito i Repubblicani progressisti che condividono con noi così tanto". Su richiesta di Wilson, Owen citò leggi federali per promuovere la salute e la sicurezza dei lavoratori, vietare il lavoro minorile, fornire un'indennità di disoccupazione e stabilire salari minimi e orari massimi. Wilson, a sua volta, incluse nella sua bozza di programma un punto che richiedeva che tutto il lavoro svolto da e per il governo federale avesse un salario minimo, una settimana lavorativa di otto ore e sei giorni, misure di salute e sicurezza, il divieto di lavoro per i bambini e (di sua aggiunta) tutele per le donne lavoratrici e un programma di pensionamento.
La Convenzione nazionale repubblicana del 1916 candidò a presidente il giudice della Corte suprema Charles Evans Hughes. Ex governatore di New York, cercò di riunificare l'ala progressista e quella conservatrice del partito. I Repubblicani fecero campagna contro le politiche della Nuova Libertà di Wilson, in particolare la riduzione dei dazi, l'introduzione di tasse sul reddito piuttosto elevate e la legge Adamson (che previde la giornata lavorativa di otto ore per i lavoratori delle ferrovie), derisa come "legge di classe". I Repubblicani attaccavano anche la politica estera di Wilson per vari motivi, ma gli affari interni furono in generale in primo piano. Con l'avvicinarsi del giorno delle elezioni, entrambi i partiti pensavano di avere buone possibilità di vittoria.
L'esito delle elezioni fu in dubbio per diversi giorni e fu deciso da pochi Stati in bilico. Wilson vinse in California con 3.773 voti di scarto su quasi un milione di voti espressi e il New Hampshire con 54 voti di scarto. Hughes vinse in Minnesota per 393 voti su oltre 358.000. Nel conteggio finale, Wilson ottenne 277 voti elettorali contro i 254 di Hughes. Wilson riuscì a vincere intercettando molti voti che erano andati a Teddy Roosevelt o Eugene V. Debs nel 1912. Confermò il dominio dei Democratici sul Solid South e vinse in quasi tutti gli Stati dell'Ovest, mentre Hughes vinse la maggior parte degli Stati del nord-est e del Midwest. Quando Wilson ricevette il telegramma di Hughes che riconosceva la sconfitta, commentò che "era un po' mangiato dalle tarme quando è arrivato qui". Con la rielezione, Wilson divenne il primo democratico dopo Andrew Jackson a vincere due elezioni consecutive. Il partito di Wilson mantenne anche la maggioranza del Congresso, sebbene alla Camera i Democratici dovessero dipendere dal sostegno di diversi deputati del Partito Progressista.

### Elezioni di medio termine del 1918
Wilson ebbe un ruolo attivo nelle primarie dei Democratici per le elezioni del Congresso del 1918, sperando che fossero eletti deputati progressisti che avrebbero sostenuto la sua politica estera. Wilson riuscì a sconfiggere diversi avversari all'interno del partito, tra cui il senatore James K. Vardaman del Mississippi. Tuttavia, le elezioni generali videro i Repubblicani ottenere la maggioranza sia alla Camera sia al Senato; questi si opposero alla politica estera di Wilson, in particolare alla proposta per la Società delle Nazioni.

### Elezioni presidenziali del 1920

Risultati delle elezioni presidenziali del 1920, vinte dal repubblicano Warren G. Harding

Nonostante il suo stato di salute, Wilson continuò a considerare la possibilità di candidarsi per un terzo mandato. Molti dei suoi consiglieri cercarono di convincerlo che la sua salute gli precludeva un'altra campagna elettorale, ma Wilson chiese comunque al segretario di Stato Bainbridge Colby di nominarlo presidente alla Convention nazionale democratica del 1920. Se da una parte la Convention approvò convintamente le politiche di Wilson, dall'altra i principali esponenti del partito non erano disposti a sostenere il malato Wilson per un terzo mandato. Vi furono diverse votazioni per più giorni, con McAdoo e il governatore James Cox dell'Ohio che emersero come i principali contendenti per la nomina. Sebbene McAdoo fosse stato segretario del Tesoro sotto Wilson e ne avesse sposato la figlia nel 1914, il presidente non appoggiò la candidatura di McAdoo perché gli sembrava tiepido nel sostenere la Società delle Nazioni. Dopo decine di votazioni, la Convention nominò candidati Cox a presidente e Franklin D. Roosevelt, vice-segretario della Marina, a vicepresidente.
Molti si aspettavano che Theodore Roosevelt diventasse il candidato repubblicano del 1920, ma morì nel 1919. I tre principali contendenti per la nomina erano il generale Leonard Wood, un caro amico di Roosevelt, il senatore Hiram Johnson, candidato vice di Roosevelt per il Partito Progressista nelle elezioni del 1912, e il governatore Frank Lowden dell'Illinois. Quando la Convention nazionale repubblicana si riunì nel giugno 1920, nessuno dei tre principali contendenti fu in grado di ottenere un sostegno sufficiente per essere candidato e i leader del partito presentarono vari candidati di bandiera. Il partito alla fine nominò un candidato a sorpresa, il senatore Warren G. Harding dell'Ohio. I Repubblicani incentrarono la loro campagna sull'opposizione alle politiche di Wilson, con Harding che prometteva un "ritorno alla normalità" delle politiche conservatrici che avevano prevalso all'inizio del secolo. Wilson sostanzialmente si astenne dal partecipare alla campagna elettorale, sebbene appoggiasse Cox e continuasse a sostenere l'adesione degli Stati Uniti alla Società delle Nazioni. Harding ottenne una vittoria schiacciante, con il 60,3% del voto popolare e vincendo tutti gli Stati tranne quelli del Sud. I Democratici subirono anche molte sconfitte nelle elezioni del Congresso e a governatore e i Repubblicani ampliarono la loro maggioranza in entrambe le Camere.

## Giudizio storico
Wilson è generalmente classificato da storici e scienziati politici come uno dei migliori presidenti. Un sondaggio del 2018 della sezione "Presidenti e politici di governo" dell'American Political Science Association mise Wilson al decimo posto come miglior presidente. Un sondaggio tra storici condotto dalla C-SPAN nel 2017 giudicò Wilson come l'undicesimo miglior presidente. Tuttavia, un sondaggio di storici del 2006 pose la riluttanza di Wilson a scendere a compromessi sul trattato di Versailles al quarto posto come peggior singolo errore commesso da un presidente.
Più di tutti i suoi predecessori, Wilson fece passi avanti verso la creazione di un forte governo federale che proteggesse i semplici cittadini dallo strapotere delle grandi aziende. Molti dei successi di Wilson, tra cui la Federal Reserve, la Federal Trade Commission, l'imposta progressiva sul reddito e le leggi sul lavoro, hanno continuato a influenzare gli Stati Uniti molto tempo dopo la morte di Wilson. È generalmente considerato una figura chiave nell'istituzione del liberalismo statunitense moderno, con una forte influenza sui futuri presidenti Franklin D. Roosevelt e Lyndon B. Johnson. Cooper sostiene che in termini di cambiamento e di ambizione, solo il New Deal di F.D. Roosevelt e la Grande società di Johnson rivaleggiano con i risultati in politica interna della presidenza Wilson. La politica estera idealistica di Wilson, che divenne nota come "wilsonianesimo", fece ombra a molta della politica estera degli Stati Uniti, e la Società delle Nazioni di Wilson influenzò lo sviluppo dell'ONU. Tuttavia, il bilancio di Wilson sui diritti civili è stato spesso attaccato. Durante la presidenza Wilson la segregazione nelle istituzioni federali arrivò a livelli non ancora visti, e tra i ministri di Wilson vi erano diversi razzisti.
Forse l'attacco più duro alla diplomazia di Wilson viene dallo storico di Stanford Thomas A. Bailey in due libri che continuano a essere citati moltissimo dagli studiosi, Woodrow Wilson e la pace perduta (1944) e Woodrow Wilson e il grande tradimento (1945), Bailey:
sosteneva che l'isolazionismo di Wilson in tempo di guerra, così come le sue proposte di pace alla fine della guerra, erano gravemente difettosi. Evidenziando il fatto che i delegati statunitensi incontrarono una ferma opposizione alla proposta per la Società delle Nazioni di Wilson, Bailey concluse che il presidente e i suoi diplomatici sostanzialmente si svendettero, compromettendo importanti ideali degli Stati Uniti per assicurarsi semplici frammenti della visione progressista di Wilson. Quindi, mentre Bailey prese di mira principalmente il presidente Wilson in queste critiche, altri, tra cui House, non ne escono indenni.